# Шамгар, Меир
Меир Шамга́р (ивр. מאיר שמגר‎; рожд. Миро́н Ште́ренберг; 13 августа 1925, Вольный город Данциг — ныне Гданьск, Польша — 18 октября 2019, Иерусалим, Израиль) — израильский юрист и общественный деятель.
Занимал пост судьи Верховного суда Израиля в период с 1975 по 1995 год, с 1983 года по 1995 год — Председатель Верховного суда Израиля.
Председатель ряда общественных комиссий, включая следственную комиссию по убийству премьер-министра Израиля Ицхака Рабина.
Был также Главным военным прокурором Армии обороны Израиля в период с 1961 по 1968 год и Юридическим советником правительства Израиля в период с 1968 по 1975 год.
Лауреат Государственной премии Израиля за особые заслуги перед государством и обществом (1996), премии имени Цельтнера (1995 и 2008), премии имени Бен-Гуриона (1997), обладатель ряда других наград и почётных званий.

## Биография

### Семья и ранние годы
Меир Шамгар родился в Вольном городе Данциге 13 августа 1925 года под именем Мирон Штеренберг. Был единственным сыном Элиэзера (Лазаря) и Дины Штеренберг, приехавших в Данциг из Одессы вскоре после Октябрьской революции. В семье Штеренбергов говорили, в основном, по-русски, и Меир Шамгар сохранил способность говорить по-русски и во взрослые годы.
Отец Шамгара (12 октября 1893 — 25 августа 1971) родился в Одессе в семье купца первой гильдии Мирона Яковлевича Штеренберга, поставщика оружия отрядам еврейской самообороны в Одессе, которому принадлежала сеть магазинов железных и скобяных товаров в городе.
Мать Шамгара (22 февраля 1903 — 20 сентября 1983) родилась в Умани в семье Израиля Соломоновича Бонфельда — владельца «Торгового дома И. С. Бонфельда», занимавшегося распространением велосипедов и пианино, ему же принадлежало «Русское страховое общество».
Шамгар учился в народной школе, а затем и в общей гимназии в Данциге. В январе 1933 года к власти в Данциге пришла Национал-социалистическая немецкая партия, и вскоре Шамгар был вынужден перейти из общей гимназии в еврейскую.

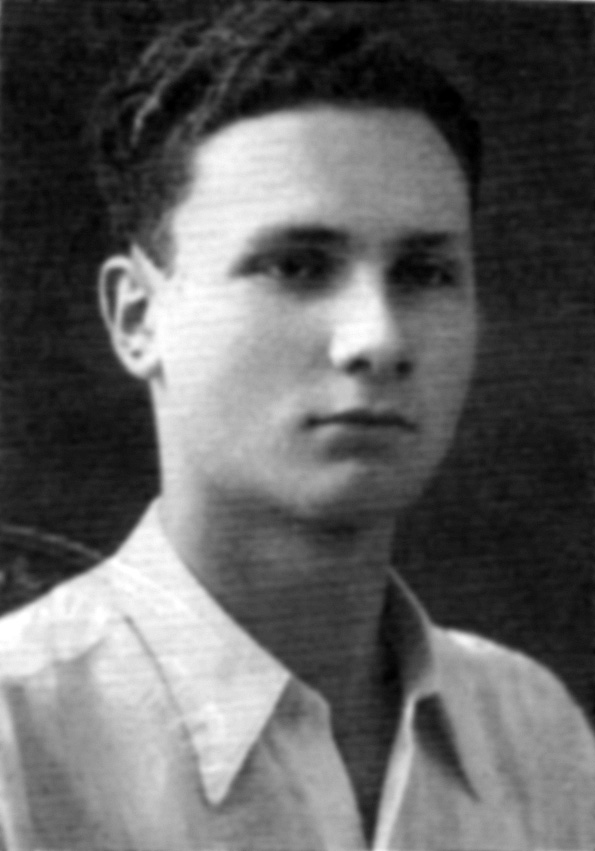
Меир Шамгар в 18 лет

С детства Шамгар был членом молодёжной сионистской организации правого толка «Бейтар» (вслед за своими родителями, членами ревизионистского движения).
Вскоре после событий «Хрустальной ночи» и вследствие участившихся гонений со стороны немецких властей еврейская община Данцига была вынуждена покинуть город в полном составе.
7 марта 1939 года семья Штеренбергов репатриировалась в Палестину и поселилась в Тель-Авиве. Шамгар начал учёбу в тель-авивской гимназии «Бальфур».
В октябре 1939 года Шамгар вступил в ряды подпольной организации «Эцель», в которой остался и после внутреннего раскола с организацией «Лехи» в 1940 году. Подпольная деятельность Шамгара, получившего подпольную кличку «Рам», началась с изучения оружия, распространения листовок, слежек и т. п. При этом, даже спустя многие годы, Шамгар отказывался сообщать, участвовал ли он в диверсионной антибританской деятельности «Эцеля».
Также, накануне окончания гимназии в июне 1943 года Шамгар вступил в отряд «Пальмаха» и провёл несколько месяцев со своим отрядом в кибуце Рамат-ха-Ковеш. Шамгар объяснял своё одновременное членство в ревизионистском «Эцеле» и социалистическом «Пальмахе» тем фактом, что он скрывал от товарищей по учёбе своё членство в «Эцеле», и, когда все его одноклассники получили обращение вступить в «Пальмах» или помочь в ведении деятельности командования «Хаганы», он предпочёл вступить в ряды «Пальмаха». При этом по версии сослуживца Шамгара в «Пальмахе» Бени Фридмана Шамгар был внедрённым в ряды организации осведомителем «Эцеля», чья деятельность была разоблачена и пресечена внутренней службой безопасности «Хаганы» «Шай».
Во время каникул Шамгар начал посещать слушания в Тель-Авивском окружном суде, и именно тогда у него возникла идея учить юриспруденцию. Так как изучение юриспруденции в Палестине в те годы было возможно только в рамках официальных британских «Курсов юриспруденции» (англ. Law Classes), поступить на которые могли лишь обладатели британского аттестата зрелости или выпускники первого курса университета, Шамгар переехал в Иерусалим и в октябре 1943 года начал учёбу на факультетах философии и истории Еврейского университета.
В Иерусалиме Шамгар проживал в доме местной семьи, спустя восемь с половиной месяцев снял полкомнаты на улице Раши, д. 1, у другого студента, а когда сосед Шамгара по комнате выехал из квартиры на каникулы в начале августа 1944 года, Шамгар пересдал полкомнаты своего соседа активисту «Эцеля» Йехуде Наоту.

### Арест и заключение

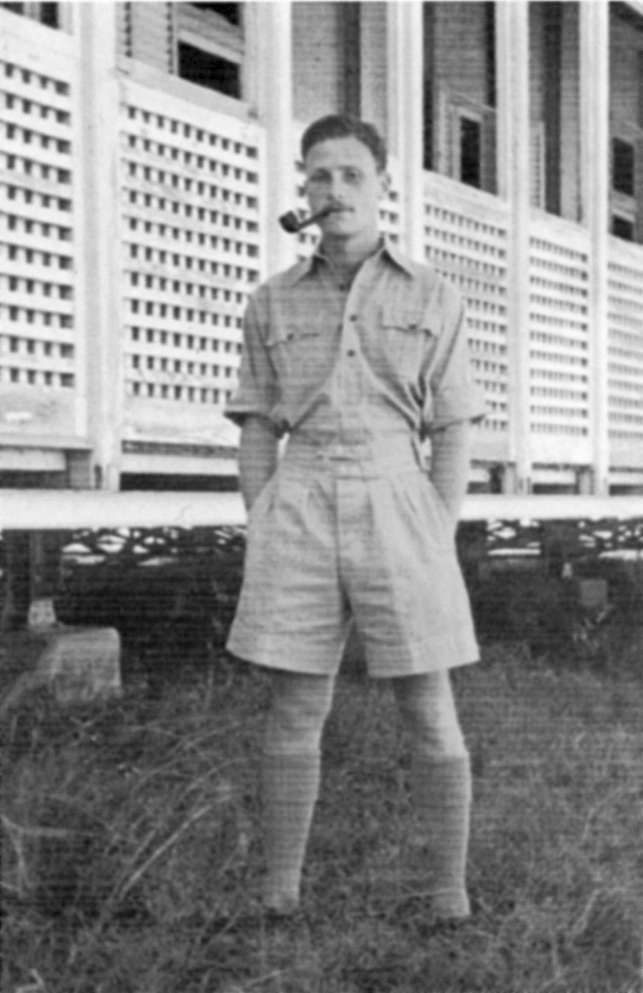
Меир Шамгар в Эритрее, 1946 год

По воспоминаниям активистки «Эцеля» Леи Вольц 8 августа 1944 года она вместе с Шамгаром дежурила в районе Ромема на выезде из Иерусалима с целью сообщить по телефону своим товарищам, устроившим засаду на подъездах к Тель-Авиву, о проезде автомобильного конвоя, сопровождавшего Верховного комиссара Палестины. Паре удалось сообщить товарищам о проезде конвоя, однако вскоре конвой развернулся из-за стрельбы, открытой по нему на выезде из Иерусалима бойцами организации «Лехи».
На следующий день Шамгар и его сосед по комнате Йехуда Наот сопровождали Лею Вольц по пути на встречу в районе Нахалат-Шива, но по дороге Наота попытались задержать двое британских полицейских, и Наот был ранен в руку при попытке бегства. Позже в тот же день Шамгар и Вольц отвели Наота к врачу, оказавшему ему помощь и назначившему повторный осмотр через два дня, но, когда трое вернулись к врачу в назначенную дату, их задержала британская полиция. На следующий день Шамгара и Вольц выпустили из-под ареста, но 15 августа Шамгар был вновь задержан и заключён под стражу в изоляторе «Кишле», после чего его перевели на основании ордера на административный арест в лагерь заключённых в Латруне.
19 октября 1944 года, в числе более 200 заключённых из организаций «Эцель» и «Лехи», Шамгар был сослан в лагерь заключённых «Сембел» около Асмэры, Эритрея.
За период заключения Шамгар был переведён в лагерь «Картаго» в Судане, затем обратно в «Сембел», а затем, в марте 1947 года, в лагерь заключённых «Гилгил» в Кении. Шамгар оставался в заключении до июля 1948 года, не обладая информацией о дате освобождения.
Заключённым удалось добиться от британских властей возможности получить заочное образование. Во время заключения Шамгар сдал экзамены на лондонский аттестат зрелости и учил юриспруденцию на заочном отделении Лондонского университета, после чего сдал в лагере экзамен Лондонского университета по юриспруденции.
Во время заключения Шамгар и его товарищи постоянно строили планы побега, желая как можно скорее вернуться в Палестину и присоединиться там к борьбе за независимость Израиля. 29 июня 1946 года Шамгару в группе с другими заключёнными удалось бежать из лагеря «Сембел» через прорытый ими туннель и, пробравшись в пустую цистерну бензовоза, добраться до Асмэры, а через несколько дней и до эритрейского порта Массауа. После неудачных попыток обойти охрану и попасть на выходящий из порта корабль Шамгар и его товарищи были вынуждены предпринять попытку вернуться в Асмэру, вновь в цистерне бензовоза, однако по дороге были пойманы, заключены в карцер в форте Балдиссера около Асмэры и 8 августа возвращены в лагерь «Сембел».

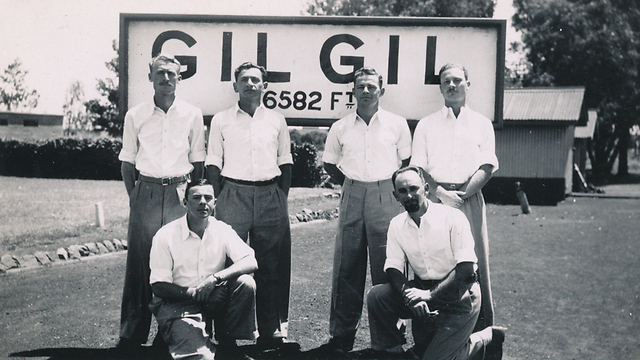
В лагере «Гилгил», Кения (Шамгар справа)

Дважды Шамгар был избран заключёнными «инспектором» (англ. supervisor) лагеря, в должность которого входило представление требований заключённых перед властями лагеря и координация внешних связей заключённых. Критические моменты деятельности Шамгара в этой должности выпали на период после принятия плана по разделу Палестины, когда британские власти всё ещё настаивали на продолжении заключения активистов «Эцеля» и «Лехи», несмотря на близящееся окончание британского мандата в Палестине.
Помимо прочего, Шамгару удалось передать представителю ТАСС в Африке послание от заключённых, которое было оглашено советским представителем в ООН в упрёк Великобритании, и получить от посредника ООН, графа Бернадота, письмо, в котором признавалось право заключённых вернуться в Палестину.
12 июля 1948 года Шамгар и его товарищи были возвращены в Тель-Авив, на этот момент уже в Государстве Израиль, на борту британского корабля Ocean Vigour.

### Начало службы в Армии обороны Израиля

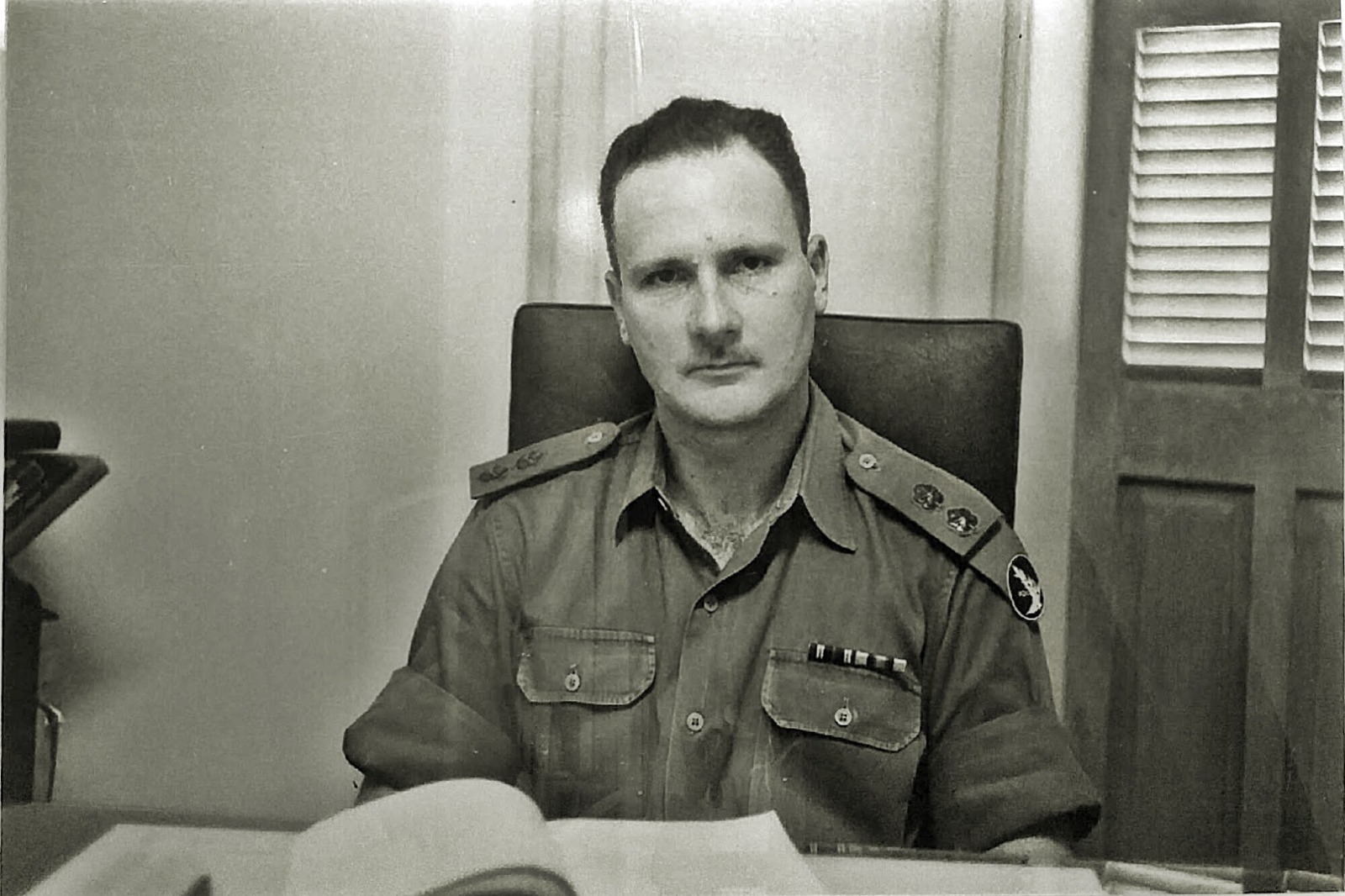
Подполковник Меир Шамгар, 1961

По возвращении из Африки Шамгар поступил на службу в пехоту в Армии обороны Израиля, служил в Иерусалиме. В 1949 году ему был предоставлен отпуск с целью окончания учёбы юриспруденции в рамках временно возобновлённых «Курсов юриспруденции».
После окончания учёбы в 1950 году Шамгар поступил на службу в Военную прокуратуру. Ввиду прошлого участия в деятельности еврейского подполья ему было присвоено звание младшего лейтенанта (ивр. סג"ם‎) без необходимости прохождения офицерских курсов. Он начал службу военным обвинителем в Южном военном округе. В этой должности, помимо прочего, представлял обвинение в деле против солдата, обвинённого в убийстве арабского подростка, и по результатам процесса, поднявшего на обсуждение принципиальные вопросы последствий нарушения правил применения оружия, добился признания подсудимого виновным.
В 1952 году Шамгар получил лицензию на право занятия адвокатской деятельностью за номером 1691.
После этого Шамгар был назначен на должность заместителя Главного военного обвинителя, затем на должность инструктора в области военного права, а в дальнейшем на пост главы департамента юридической консультации и законодательства Военной прокуратуры. В период с 1953 по 1955 год Шамгар под руководством Главного военного прокурора Меира Зоара активно занимался разработкой проекта Закона о военном судопроизводстве (ивр. חוק השיפוט הצבאי‎), который был утверждён кнессетом 21 июня 1955 года.
В 1954 году Шамгар прошёл общеармейский курс командиров батальонов (ивр. קורס מג"דים‎) и в 1955 году был назначен заместителем Главного военного прокурора. В этой должности был также членом внутренней комиссии, назначенной главой разведки Иссером Харелем, во главе с полковником запаса Ариэлем Амиадом по расследованию одного из аспектов «Дела Лавона», а именно по выяснению ответственности Авраама Зайденберга за раскрытие разведывательно-диверсионной израильской сети в Египте в 1954 году (комиссия Амиада не выпустила окончательного отчёта о своих выводах). Также выступал в апелляционной комиссии по административным арестам, в том числе по делу Мордехая Кейдара (известного в Израиле в то время как «Арестант Икс»), сотрудника военной разведки, обвинённого в убийстве агента израильской разведки в Аргентине.
После того как Главный военный прокурор Меир Зоар заболел раком во время службы, Шамгар временно исполнял его обязанности.

### В должности Главного военного прокурора

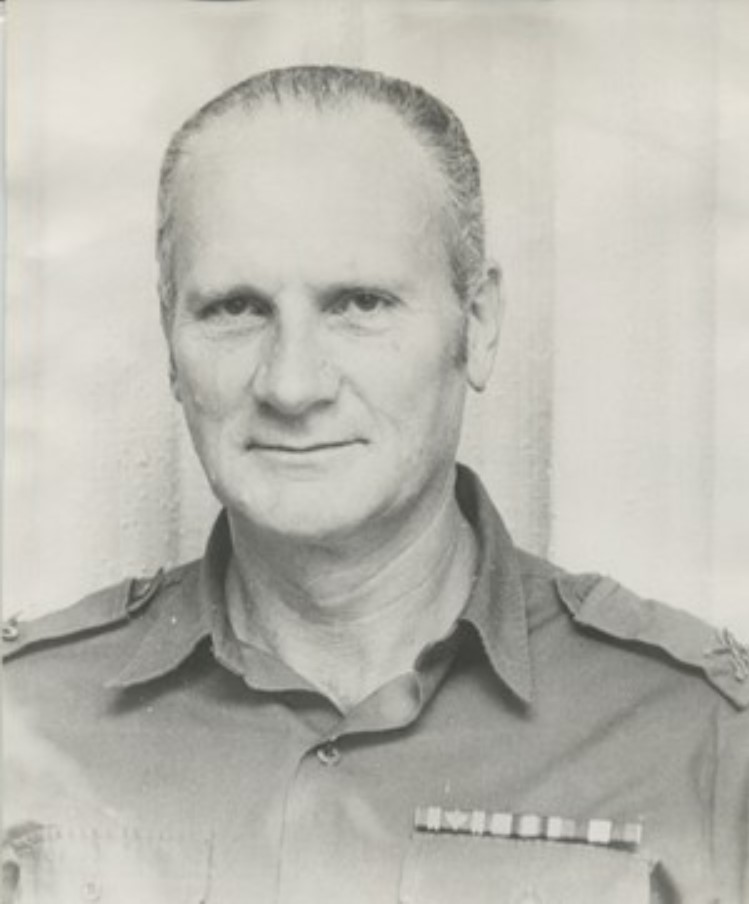
Бригадный генерал Меир Шамгар

В августе 1961 года Шамгар был назначен на пост Главного военного прокурора вместо скончавшегося в июле того же года полковника Меира Зоара. К направленному новому Главному военному прокурору сообщению о назначении на должность премьер-министр и министр обороны Израиля Давид Бен-Гурион приложил воззвание произвести ивритизацию фамилии Штеренберг, вследствие чего Шамгар выбрал свою фамилию, под которой он стал известен в последующие годы. Новая фамилия была выбрана в честь библейского судьи Шамгара (в синодальном переводе: Самегар сын Анафов).
Назначение Шамгара на столь высокий армейский пост было в ту пору крайне редким случаем продвижения выходца из рядов организации правого толка «Эцель» по карьерной лестнице государственной службы, в рядах которой однозначно доминировали приверженцы правящей партии левого толка «МАПАЙ». Однако Бен-Гурион, по настоянию которого Шамгар был назначен на пост, отверг попытки политического давления со стороны критиков назначения.
Шамгар исполнял должность Главного военного прокурора в звании полковника (звание бригадного генерала (тат-алуф) будет присвоено ему в 1977 году в рамках резервистской службы). На должности Главного военного прокурора Шамгар проявил особые организаторские способности: он провёл ревизию армейских приказов, опубликовал сборник «Инструкций Главного военного прокурора», в котором обосновал систему надзора за законностью осуществления дисциплинарного права в армии, и руководил публикацией информационных материалов по вопросам военного права для командиров армии и служащих Военной прокуратуры. По инициативе Шамгара армейская программа «академического запаса» (ивр. העתודה האקדמית‎) открылась и для юристов, предоставляя отсрочку от призыва студентам, готовым поступить на службу в Военную прокуратуру по окончании учёбы.
Под руководством Шамгара была проведена первая реформа в Законе о военном судопроизводстве: поправками к закону была упорядочена деятельность следственных органов, были произведены изменения в составе некоторых преступлений, внесены процессуальные изменения, добавлены положения о предоставлении военнослужащим принудительной медицинской помощи в чрезвычайных ситуациях.
На посту Главного военного прокурора Шамгар активно работал над укреплением независимости Военной прокуратуры, помимо прочего, способствуя принятию указа командования армии, согласно которому военный прокурор осуществляет свои полномочия независимо от органов военного управления, руководствуясь принципом верховенства закона. Уже на своём посту в армии Шамгар заработал безупречную репутацию и стал известен своим волевым подходом, который вызывал уважение в кругах высшего военного и политического командования и беспрекословное следование правовым заключениям Шамгара.
Шамгар был также членом комиссии во главе с генерал-майором Эладом Пеледом, которая подала премьер-министру Леви Эшколю рекомендацию об отмене военного режима в арабских населённых пунктах Израиля (рекомендации комиссии были приняты, и военный режим был отменен в 1966 году), а также комиссии, назначенной министром юстиции, по вопросу отмены британского чрезвычайного законодательства (вследствие Шестидневной войны комиссия не закончила свою работу, и британское чрезвычайное законодательство до сих пор действует в Израиле).

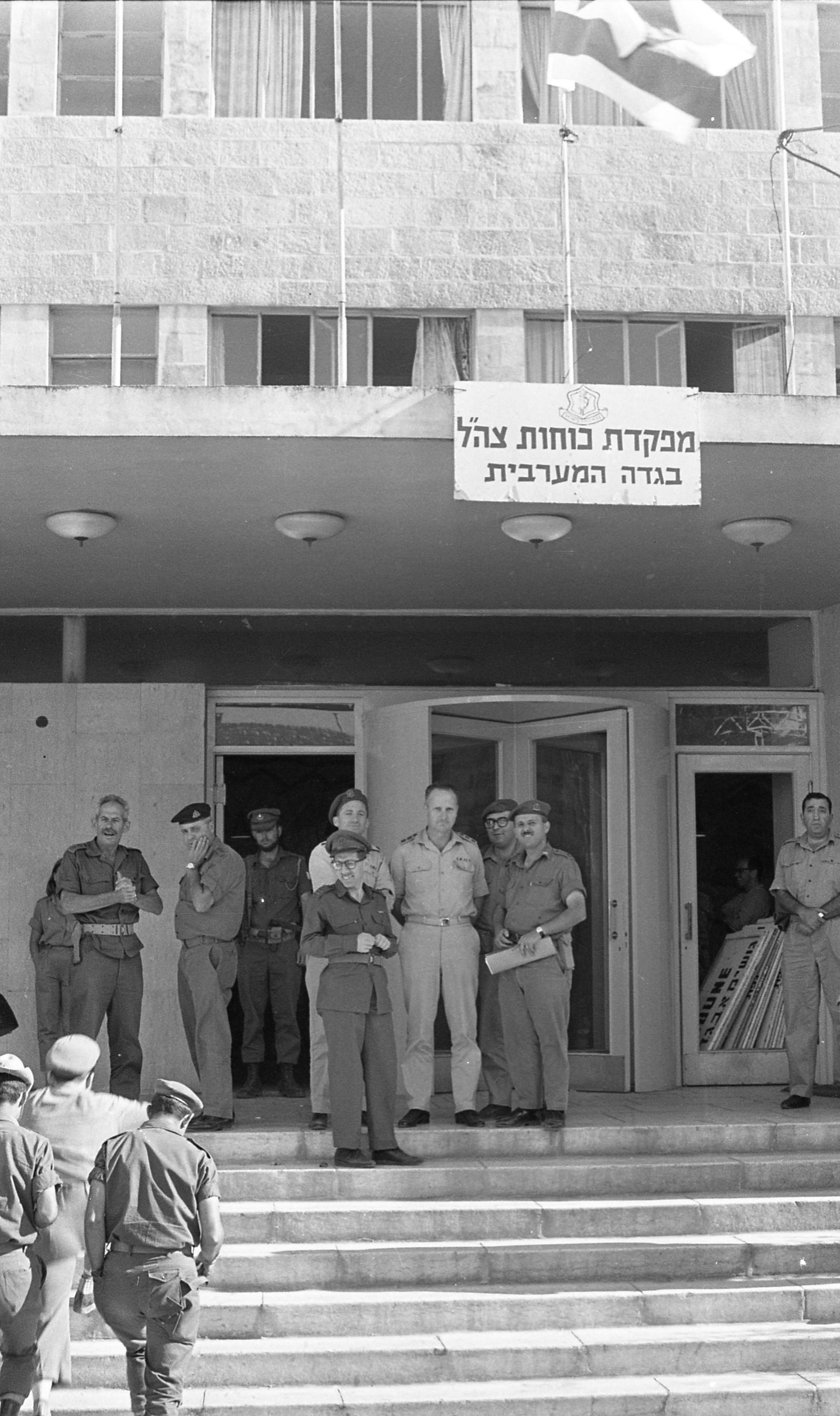
Шамгар (посередине без берета) у штаба Армии обороны Израиля на Западном берегу реки Иордан, 1967

Одной из наиболее значительных заслуг Шамгара на посту Главного военного прокурора считается проведённая им правовая подготовка армии к возможной оккупации Израилем соседних территорий. Шамгар лично руководил организацией исследования права военной оккупации, проведением курсов на эту тему, подготовкой правовой базы действий армии при оккупации, включая подготовку необходимых военных декретов и ордеров, формированием схемы административной организации Военной прокуратуры в случае войны и последующей оккупации. Эта подготовка была начата Шамгаром в 1963 году по нескольким причинам: осознание высокой вероятности военного конфликта между Израилем и соседними арабскими странами в связи с угрозой палестинского восстания против монархического режима Иордании, высокая напряжённости в отношениях между Сирией и Иорданией и выводы из опыта работы Военной прокуратуры в период Суэцкого кризиса.
С самого начала Шестидневной войны Военная прокуратура проявила высокую готовность к исполнению необходимых правовых действий, развернула аппарат юридической консультации с тремя центральными региональными представительствами (Западный берег реки Иордан, сектор Газа и Синай, Голанские высоты) и девятью отделами военных судов и военного обвинения (Восточный Иерусалим, Рамалла, Тубас, Дженин, Наблус (Шхем), Иерихон, сектор Газа, Синай, Голанские высоты).
Стоя у истоков формирования необходимой правовой базы по отношению к территориям, перешедшим под контроль Израиля в 1967 году, Шамгар заложил принципы правового статуса этих территорий. В соответствии с позицией Шамгара, эти территории не становятся частью суверенной территории Израиля и не аннексируются Израилем (исключением послужил Восточный Иерусалим, аннексированный указом правительства Израиля в 1967 году, и Голанские высоты, аннексированные законом кнессета в 1981 году), и к ним применяется режим военной оккупации (англ. belligerent occupation), основанный в первую очередь на положениях Гаагской конвенции о законах и обычаях сухопутной войны 1907 года. При этом Израилем не была признана применимость IV-й Женевской Конвенции 1949 года к ситуации на Западном берегу реки Иордан и в секторе Газа, однако на основании позиции Шамгара органам израильской военной администрации на контролируемых территориях было отдано указание руководствоваться при осуществлении своих полномочий принципами международного гуманитарного права, заложенными в данной конвенции, а также общими принципами израильского административного права. Опережая мировую практику по этому вопросу, жителям контролируемых территорий было также предоставлено право обращаться в судебную систему Израиля с исками и петициями против действий военной администрации.
В конце 1967 года Шамгару был предложен пост главы Управления судебной системы Израиля, однако Ицхак Рабин, на тот момент Начальник Генштаба армии, посчитал, что такая должность не оправдывает выход Шамгара в запас.
Вскоре министр обороны Моше Даян предложил Шамгару должность юридического советника Министерства обороны. Шамгар согласился на данное предложение и в 1968 году исполнял одновременно эту должность и должность Главного военного прокурора.

### В должности Юридического советника правительства

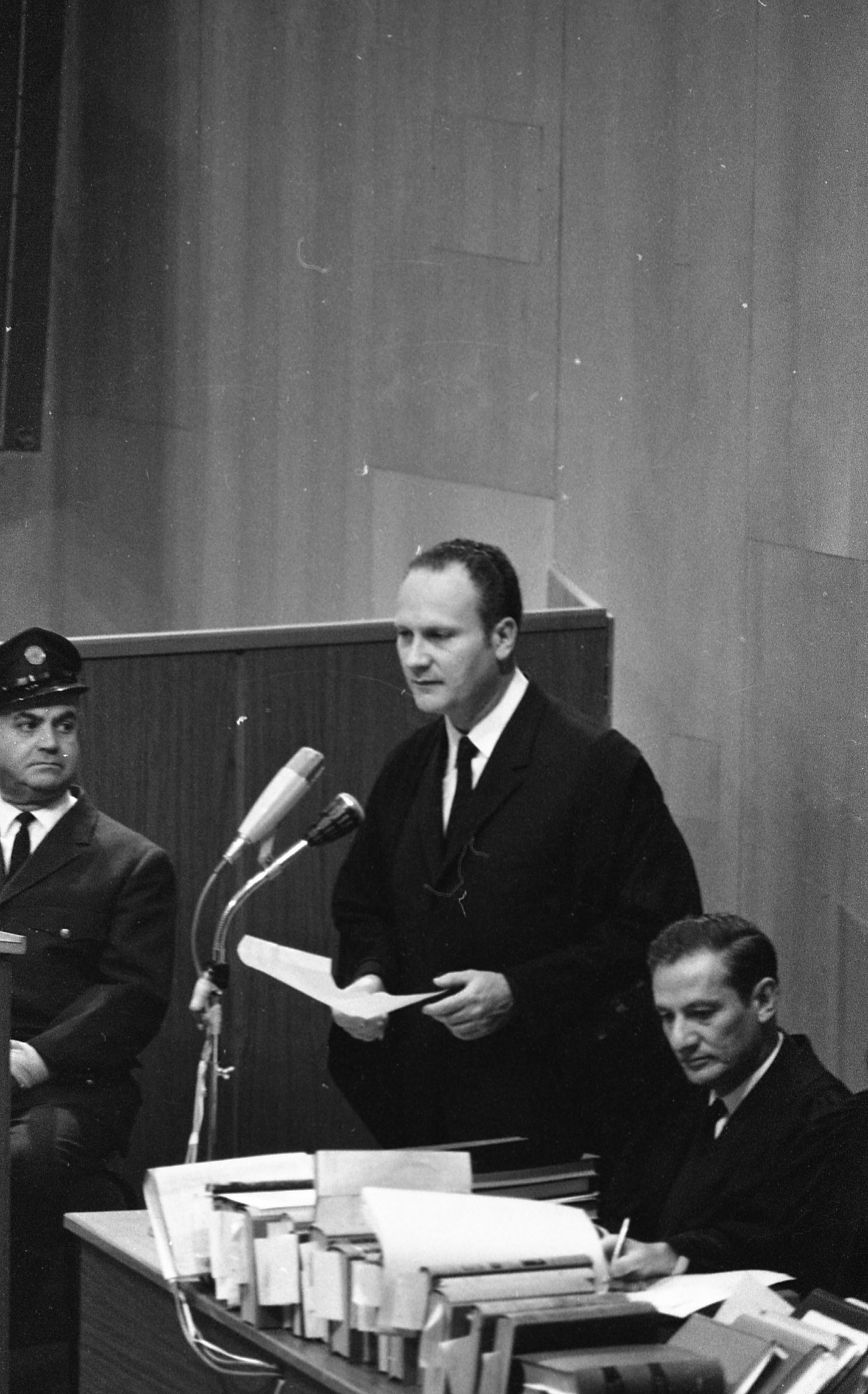
Юридический советник правительства Шамгар выступает от имени обвинения на процессе Дениса Майкла Рохана, 6 октября 1969

В 1968 году министр юстиции Яаков Шимшон Шапира предложил Шамгару занять пост Юридического советника правительства. Шапира был заинтересован в расширении полномочий Юридического советника правительства с целью усиления контроля за правовой деятельностью прочих министерств и ведомств, и ему была хорошо известна репутация Шамгара как централиста и эффективного администратора.
Шамгар вступил на должность Юридического советника правительства 1 сентября 1968 года, сменив на посту Моше Бен Зеэва. В этот же день Шамгар передал командование Военной прокуратурой полковнику Цви Хадару.
На посту Юридического советника правительства Шамгар стал одним из самых влиятельных лиц в израильских органах власти, за что получил прозвище «Генеральный директор государства» (ивр. מנכ"ל המדינה‎). Он добился этого настойчивым расширением своих полномочий, как в области административного и гражданского права, закрепив статус Юридического советника как фигуры, чьё толкование права обязывает все ветви исполнительной власти, так и в области уголовного права, окончательно определив главенство Юридического советника правительства над органами Государственной прокуратуры.
Шамгар указал собрать разрозненные правовые заключения по уголовному, административному и гражданскому праву и издал серию «Инструкций Юридического советника правительства», которые были разосланы юридическим советникам министерств и ведомств и в органы прокуратуры в качестве обязывающего руководства. Под его руководством был издан также сборник правовых заключений по градостроительному праву, разосланный юридическим советникам местных градостроительных комиссий.
Шамгар также выступал в суде, представляя государство в вызвавших особый общественный резонанс делах, как, например, дело австралийского туриста Дениса Майкла Рохана, обвинённого в попытке поджога Мечети Аль-Акса и дело Шалита, в котором рассматривался вопрос указания еврейской национальности при государственной регистрации лиц, не признаваемых евреями традиционным религиозным правом.
Вследствие серии публикации в израильских СМИ об организованной преступности в Израиле Шамгар по поручению министра юстиции Яакова Шимшона Шапиры провёл проверку вопроса и в отчёте, предоставленном по результатам проверки в 1971 году, выразил позицию об отсутствии организованной преступности в Израиле, что вызвало трения между Шамгаром и Шапирой. По мнению критиков позиции Шамгара, отчёт брал за основу определения «организованной преступности» модель уголовного синдиката по прообразу итальянской мафии в США, не принимая должным образом во внимание другие возможные определения данного явления.
Период Шамгара на посту Юридического советника правительства был охарактеризован ужесточением подхода к экономической преступности, а также непримирой борьбой с коррупционными проявлениями во власти.
Шамгар также известен дополнительными заслугами на посту Юридического советника правительства, как то улучшение отношений государства с представительствами религиозных конфессий в Израиле, налаживание сотрудничества между Министерством юстиции и полицией, рекомендация назначить комиссию для расследования причин неготовности Израиля к Войне Судного дня, правовые заключения Шамгара о вопросе возможности прекращения состояния войны с Египтом.

### Судья Верховного суда Израиля
1 июля 1975 года Шамгар был назначен на должность судьи Верховного суда Израиля.
Шамгар отличался от большинства судей Верховного суда того период тем, что практически весь период его профессионального становления прошёл под влиянием израильского права (а не в период британского мандата в Палестине или в практике за рубежом). При этом Шамгар был близко знаком с политической системой Израиля по опыту своих предыдущих должностей и поэтому не ощущал неудобства при необходимости подвергнуть критике действия органов власти.

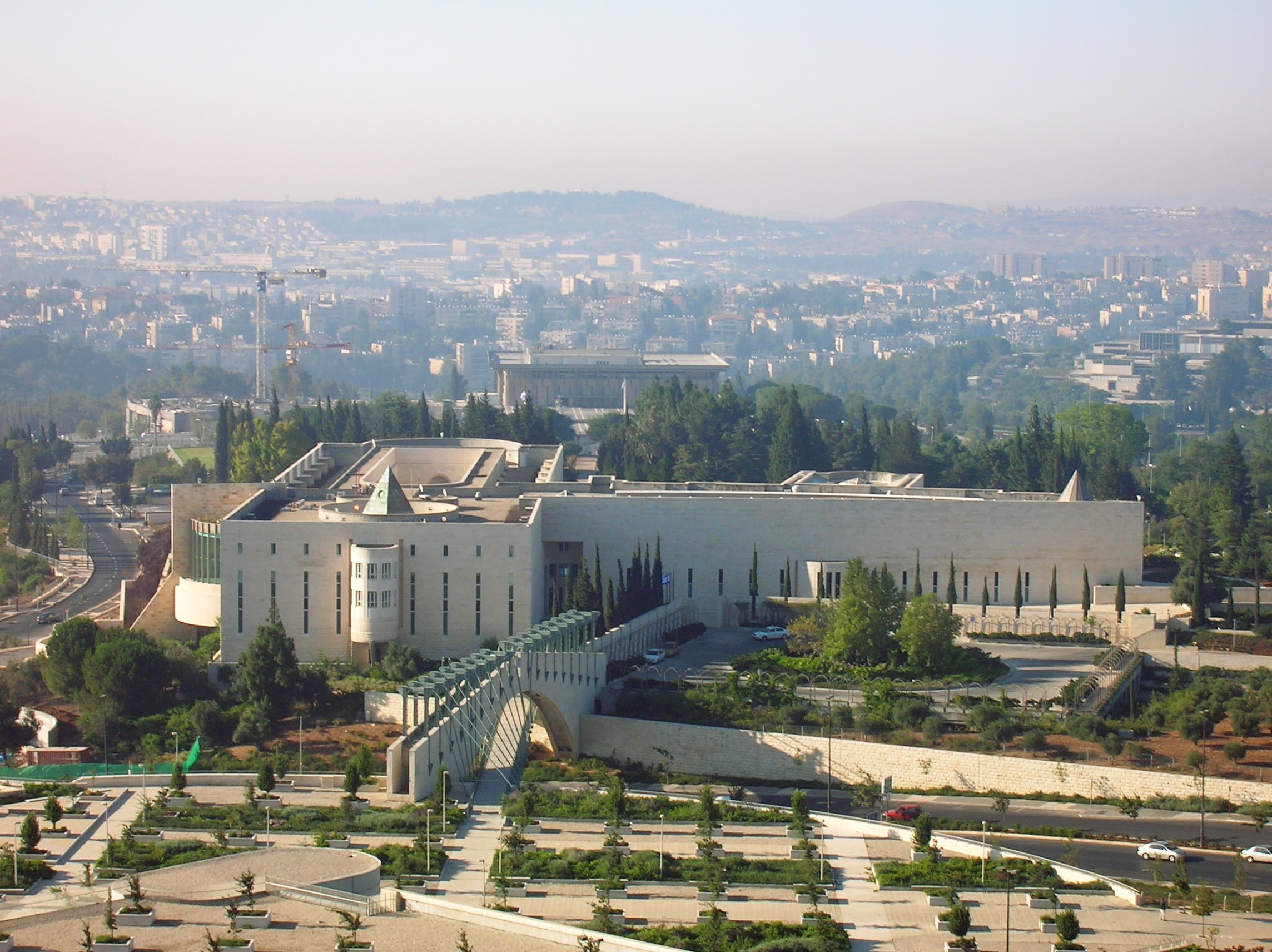
Здание Верховного суда Израиля в Иерусалиме, воздвигнутое под руководством Шамгара

Как судья, Шамгар был известен своим уважительным и терпимым отношением во время судебных слушаний. Его заседания часто затягивались до поздних часов и проходили без перерывов, чтобы позволить всестороннее и основательное обсуждение всех деталей дела. Редкий случай, когда Шамгар вышел из себя во время судебного заседания, произошёл при слушании петиции, направленной против Военного раввината, отказавшегося похоронить погибшего при исполнении должности солдата Льва Песахова, нееврея по матери, на военном кладбище: давление Верховного суда и общественный протест вынудили раввинат перезахоронить Песахова на военном кладбище.
30 апреля 1982 года Шамгар был назначен на пост заместителя Председателя (Президента) Верховного суда (в ту пору должность называлась «постоянно исполняющий обязанности Председателя (Президента) Верховного суда» (ивр. ממלא מקום קבוע לנשיא בית המשפט העליון‎)). С июня 1982 по апрель 1984 года также был председателем Центральной избирательной комиссии.
27 ноября 1983 года Шамгар был назначен на пост Председателя (Президента) Верховного суда, сменив на посту Председателя Ицхака Кахана. Он исполнял эту должность до выхода в отставку по достижении предписанного законодательством 70-летнего возраста 13 августа 1995 года.
Председатель Верховного суда имеет весомый голос в вопросе назначения новых судей в Верховный суд. Сообщалось, что по настоянию Шамгара в Верховный суд были назначены, помимо других, судьи Мишаэль Хешин и Далия Дорнер. С другой стороны утверждалось, что Шамгар предотвратил в тот период назначение в Верховный суд Дорит Бейниш, назначенной судьёй Верховного суда только после выхода Шамгара в отставку.
В 1992 году Шамгар воплотил в жизнь проект постройки нового здания Верховного суда Израиля в районе Гиват-Рам в Иерусалиме, добившись финансирования проекта на частные средства и лично координируя подготовку архитектурных планов постройки и процесс строительства.
За свою судейскую карьеру Шамгар внёс весомый вклад в развитие различных областей израильского права.
На посту Председателя Верховного суда Шамгар вновь проявил и свои организаторские и лидерские способности: среди прочих достижений Шамгара повысилась эффективность судебной системы, в том числе, посредством убеждения неэффективных судей, задерживающих вынесение судебных решений, выйти в отставку, были введены курсы повышения квалификации судей, была усилена работа судов по мелким искам, началась компьютеризация судебной системы, были улучшены трудовые условия судей.

## «Комиссии Шамгара»
Меир Шамгар стоял во главе нескольких общественных комиссий, до и после выхода в отставку, каждая из которых получила название «Комиссия Шамгара» (ивр. ועדת שמגר‎).
Израильский журналист Моше Горали отмечал при этом, что комиссии под руководством Шамгара отличались сдержанностью, иногда граничащей по мнению Горали с чрезмерной защитой высокопоставленных представителей политических и силовых структур, противопоставляя подход Комиссий Шамгара по бойне в Пещере Патриархов и по убийству премьер-министра Ицхака Рабина подходу Комиссии Кахана, которая не пожелала уклоняться от рассмотрения вопросов ответственности высших политических и военных руководителей Израиля в своём отчёте. Горали заметил, что Шамгар осознавал данную критику, однако объяснял разницу между выводами разных следственных комиссий разницей в методологических подходах к задачам таких комиссий.

### Комиссия по банкротству Израильско-британского банка
В 1975 году Шамгар возглавил комиссию по проверке обстоятельств, приведших к финансовому краху Израильско-британского банка в 1974 году. Отчёт комиссии подверг жёсткой критике деятельность Банка Израиля, не предпринимавшего по мнению комиссии необходимых мер для предотвращения банкротства банка.

### Комиссия по военным судам
В 1976 году Шамгар возглавил комиссию, назначенную министром обороны и министром юстиции с целью проверки необходимости произвести реформу в военной судебной системе. Комиссия пришла к выводу о необходимости основания постоянной комиссии по вопросам назначения военных судей (без прямой зависимости от армейского командования), определении срока каденции военных судей (исключая возможность досрочного увольнения), принятия правила об обязательном юридическом опыте Председателя Военного апелляционного суда и т. д.. Рекомендации комиссии были изначально отвергнуты министром обороны Эзером Вейцманом, но в дальнейшем приведены в исполнение по решению министра обороны Ицхака Рабина и под надзором Комиссии кнессета по иностранным делам и безопасности.

### Комиссия по основанию Маале-Адумим
В 1974 году Шамгар возглавил комиссию, назначенную первым правительством Ицхака Рабина, которая подала правительству рекомендации по основанию еврейского города Маале-Адумим на Западном берегу реки Иордан.

### Комиссия по бойне в Пещере Патриархов
После массового убийства, совершённого Барухом Гольдштейном 25 февраля 1994 года в Пещере Патриархов в Хевроне, Шамгар возглавил следственную комиссию (в которую вошли также судьи Элиэзер Голдберг и Абдельрахман Зоаби), назначенную по решению правительства от 27 февраля 1994 года с целью расследования обстоятельств бойни. В отчёте, поданном правительству 26 июня 1994 года, комиссия доложила о серьёзных недостатках в существующем методе охраны Пещеры Патриархов, хоть и не возложила какой-либо вины за бойню на представителей израильского военного и политического эшелона, определив теракт Гольдштейна как действия одиночки. Комиссия рекомендовала ввести в Пещере раздельные режимы молитв для мусульман и евреев, основать особое подразделение охраны Пещеры, запретить ношение оружия в пределах Пещеры и принять прочие шаги, направленные на поддержание безопасности в Пещере.
Комиссия включила в отчёт и более широкие рекомендации, как, например, рекомендация возложить полномочия в области применения уголовного права по отношению к еврейским поселенцам на Западном берегу реки Иордан на органы полиции (а не армии) и определить инструкцию по сотрудничеству между армией и полицией в этой сфере, а также рекомендация сформулировать более ясные правила применения оружия в крайних случаях нарушения общественного порядка.
Рекомендации комиссии были исполнены: помимо прочего, были проведены перемены в режиме охраны Пещеры Патриархов, на территории Западного берега реки Иордан был создан особый полицейский округ (ивр. מחוז ש"י‎), и была сформулирована подробная инструкция о разделе полномочий и сотрудничестве между полицией и армией в вопросах борьбы с нарушениями общественного порядка на контролируемых Израилем территориях.

### Комиссия по убийству премьер-министра Ицхака Рабина
Вследствие убийства премьер-министра Израиля Ицхака Рабина, совершённого Игалем Амиром 4 ноября 1995 года, Шамгар возглавил следственную комиссию, назначенную по решению правительства от 8 ноября 1995 года с целью проверки мер, предпринимаемых для обеспечения безопасности высокопоставленных охраняемых лиц. В отчёте, поданном правительству 26 марта 1996 года, комиссия доложила о ряде недостатков в работе подразделения Общей службы безопасности «ШАБАК» по охране высокопоставленных лиц (ивр. היחידה לאבטחת אישים‎). Комиссией была также отвергнута версия сторонников «теории конспирации», в соответствии с которой Рабин был убит не Амиром.
Комиссия рекомендовала принять личные административные меры по отношению к определённым сотрудникам подразделения, а также произвести перемены в методах работы «ШАБАКа», в первую очередь в области сотрудничества и обмена информацией с полицией, улучшения координации охранных мер, определения более строгих требований безопасности для проведения массовых мероприятий с участием высокопоставленных лиц и усиления внутреннего контроля командования «ШАБАКа» над деятельностью подразделений службы.

### Комиссия по вопросам назначения Юридического советника правительства
В начале 1997 года в Израиле разразился громкий скандал, связанный с так называемым «делом Бар-Он-Хеврон» — озвученном в СМИ утверждении о секретной сделке, якобы заключённой между лидером партии «ШАС» Арье Дери, отданным под суд за совершение коррупционных преступлений, и премьер-министром Биньямином Нетаньяху, о назначении на пост Юридического советника правительства адвоката Рони Бар-Она с целью обеспечения благоприятного для Дери разрешения уголовного процесса в обмен на обещание Дери обеспечить политическую поддержку решения Нетаньяху о выводе израильских войск из Хеврона в рамках израильско-палестинских соглашений. Хоть утверждение о заключении сделки так и не было доказано, обсуждение скандала осветило значительную неопределённость в принципиальном вопросе порядка назначения Юридического советника правительства.
13 февраля 1997 года министр юстиции Цахи Ха-Негби назначил общественную комиссию для проверки необходимых критериев и процедур при назначении Юридического советника правительства. Комиссию возглавил Шамгар. В отчёте комиссии, представленном 5 ноября 1998 года, комиссия рекомендовала изменить процедуру назначения Юридического советника правительства и, помимо прочего, передать вопрос его назначения в ведение независимой комиссии, ввести требования относительно необходимого профессионального опыта кандидатов на пост и ограничить каденцию Юридического советника сроком в шесть лет.

### Комиссия по погружениям в реке Кишон
24 июля 2000 года Шамгар возглавил комиссию, включившую также научных специалистов профессора Меира Вильчека и доктора Гада Ренарта, назначенную Начальником Генштаба Армии обороны Израиля для проверки причинно-следственной связи между практикой проведения тренировочных погружений аквалангистов ВМС Израиля в загрязнённой производственными отходами реке Кишон и участившимися случаями онкологических заболеваний среди бойцов ВМС, участвовавших в погружениях. Выводы комиссии были представлены 21 ноября 2002 года.
Специалисты комиссии заключили, что изученные материалы не позволяют прийти к выводу о наличии связи между погружениями и заболеваниями. Однако Шамгар не согласился со специалистами и рекомендовал признать ответственность армии за заболевания, обязав Министерство обороны выплатить компенсации больным и их семьям. Министр обороны принял рекомендации Шамгара.

### Комиссия по этическому коду членов правительства
25 июня 2006 года Шамгар был назначен главой общественной комиссии по созданию этического кода членов правительства. Отчёт комиссии с предлагаемым кодексом был подан правительству в октябре 2009 года и передан на дальнейшую разработку в министерской комиссии. По прошествии лет рекомендации отчёта, хоть и легли в основу дальнейших обсуждений по данной тематике, не были формально приняты.

### Комиссия по определению принципов переговоров об освобождении пленных
10 июля 2008 года Шамгар возглавил общественную комиссию, назначенную министром обороны Эхудом Бараком с целью определения принципов ведения переговоров по выкупу военнопленных и похищенных израильтян.
Публикация отчёта комиссии была отсрочена до разрешения вопроса освобождения похищенного солдата Гилада Шалита. В конфиденциальном отчёте, переданном министру обороны 5 декабря 2012 года, комиссия представила рекомендации по организации и разделу полномочий при ведении переговоров по освобождению пленных, порекомендовав также ввести ограничение на количество заключённых, освобождение которых рассматривается в подобных переговорах. В июне 2014 года рекомендации комиссии были представлены в военно-политическом кабинете Израиля и направлены на дальнейшее обсуждение, однако по прошествии лет так и не были формально приняты.

## Вклад в развитие израильского права
Шамгар вложил ценный вклад в развитие израильского права во многих областях, начиная с упорядочения принципов процессуального права и заканчивая фундаментальными переменами в гражданском и общественном праве Израиля.
Период судейской практики Шамгара ознаменовал окончательный переход судебной системы Израиля от формалистического подхода к толкованию права и от сдержанности в судейском нормотворчестве к подходу, ставящему в центр судебной деятельности либерально-демократические ценности, в большинстве своём не установленные формальным законодательным порядком. Особенно сказался вклад Шамгара на фоне социологических процессов в израильском обществе, происходящих с середины 70-х годов 20-го века по наши дни, связанных с деромантизацией общественного отношения к органам государственной власти: эти процессы, повлекшие участившуюся критику действий власти со стороны граждан, значительно изменили баланс государственной власти в пользу системы юстиции Израиля во главе с Верховным судом при готовности последнего широко толковать свои полномочия в области надзора за другими ветвями власти, обладая при этом положительной репутацией, осложняющей попытки других ветвей власти ограничить его полномочия.
По своей сути, постановления Шамгара послужили связующим звеном между судебной практикой Верховного суда периода Председателя Шимона Аграната, заложившей основы либерального судейского мышления, и революционными концептуальными реформами в судебной практике, проведёнными преемником Шамгара, Председателем Аароном Бараком.

### Развитие конституционного права

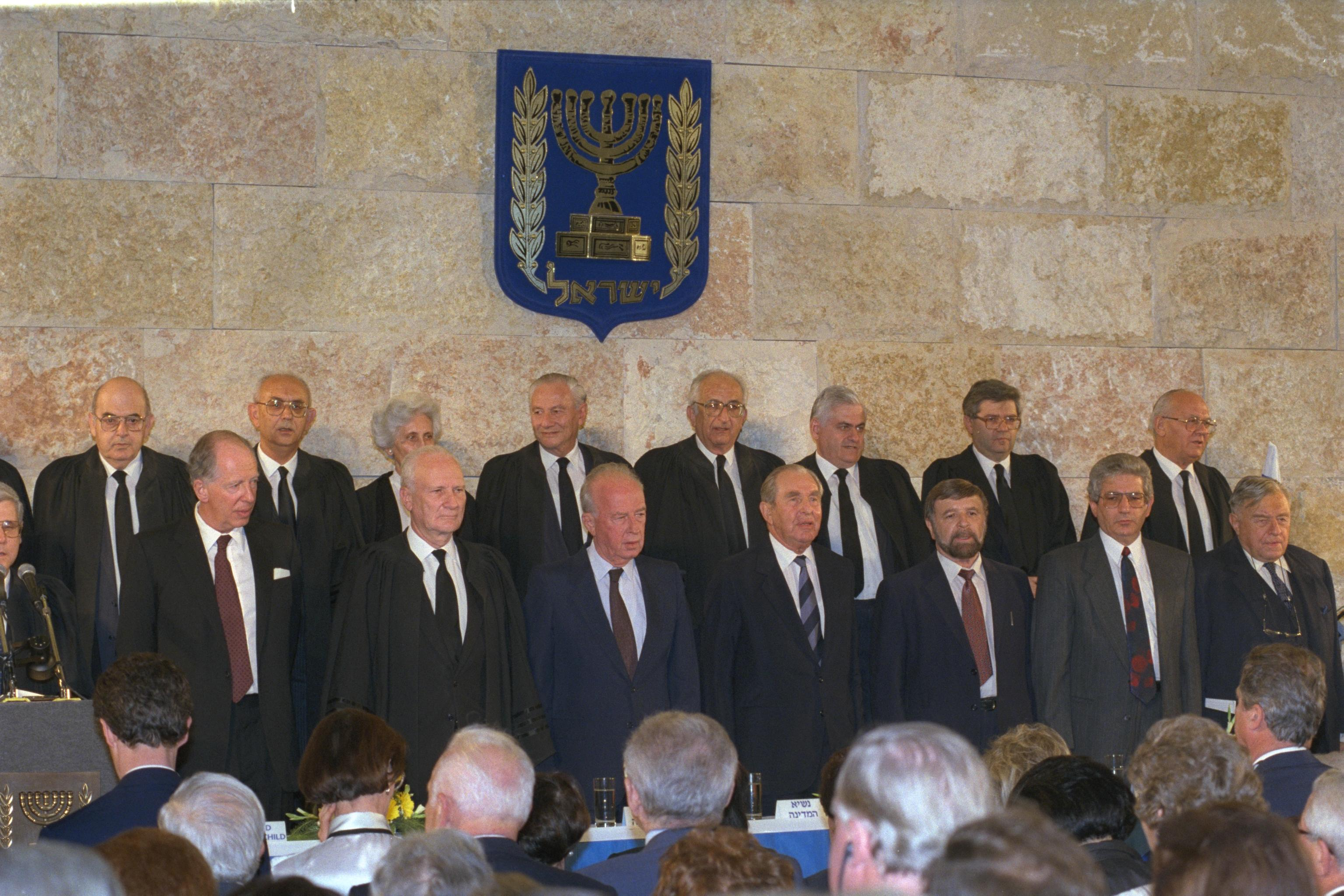
Шамгар (второй слева в нижнем ряду) на церемонии открытия нового здания Верховного суда, 1992

Судейский активизм Шамгара проявился в беспрецедентном сокращении поводов для отказа Верховного суда от рассмотрения поданных ему петиций (путём сокращения числа случаев, в которых суд может заявить о таком отказе на основании доктрин «пригодности спора для разрешения в судебном порядке» и «права обращения в суд». Шамгар избрал в этой области более сдержанную модель, чем та, которая была позже введена преемником Шамгара, Аароном Бараком (в том время, как Барак практически отрицал возможность непригодности дел к судейскому рассмотрению, Шамгар считал неуместным вмешательство суда в вопросы исключительно политического характера). В своей судейской практике Шамгар перестал считать необходимым фактором для подачи петиции против действий органов власти доказательство прямого ущерба, нанесённого подателю петиции, и открыл путь в Верховный суд петициям со стороны общественных организаций и деятелей. Также Шамгар постановил, что политическая подоплёка дела не может служить основанием оставить петицию против органа власти без рассмотрения, в том числе когда дело заходит о петиции, направленной против действий кнессета.
Как и на прошлых постах, Шамгар уделил значительное вниманию распространению и углублению принципов верховенства закона и административной законности в действиях всех ветвей власти.
Значительным оказался и вклад Шамгара в расширение границ прав и свобод человека, в первую очередь свободы слова, в которой он видел главный залог поддержания демократического режима, в то же время считая соблюдение демократических принципов неотъемлемой частью процесса национального возрождения еврейского народа в своём государстве. Шамгар заложил представления об активном статусе прав и свобод человека, как влияющих на каждодневное толкование закона во всех сферах, обязывая проверку конституционного баланса каждого правового акта с целью, насколько это возможно, избрания толкования, сочетающегося с принципом поддержания прав.
При своём общем либеральном мировоззрении Шамгар, однако, придавал высокое значение соображениям национальной безопасности, например, поддерживая, в целом ущемляющие свободы, контртеррористические действия военной администрации контролируемых израильской армией территорий, при условии соблюдения ею общих принципов административного права.

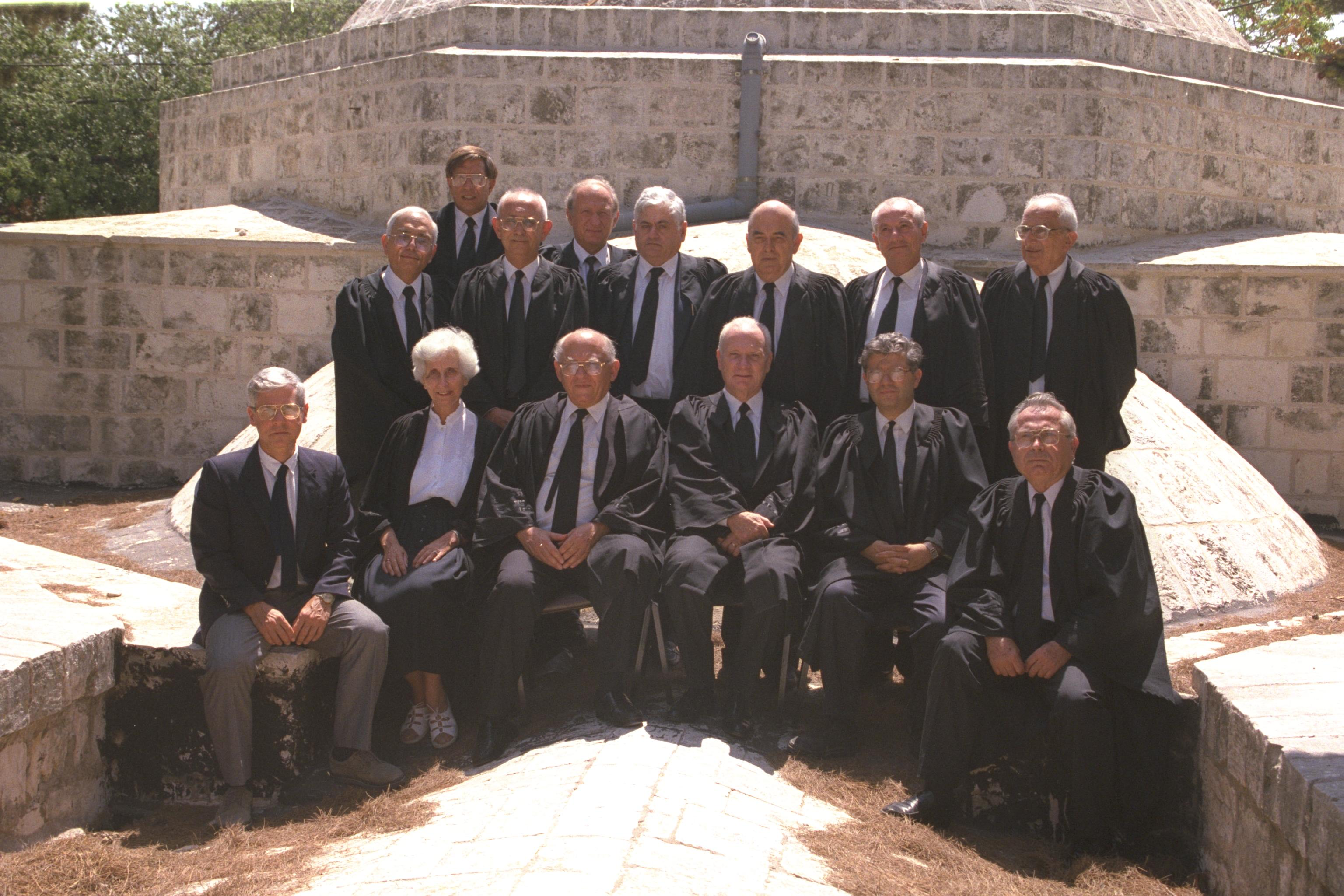
Шамгар (третий справа в нижнем ряду) с судьями Верховного суда, 1992

В период деятельности Шамгара на посту Председателя Верховного суда кнессетом были приняты «Основные законы» о достоинстве и свободе человека и о свободе занятий, и именно по его предложению в эти законы было внесено положение о руководствующей роли духа принципов Декларации независимости Израиля при определении принципов защиты фундаментальных прав человека в Израиле. Одно из последних постановлений, написанных Шамгаром на посту Председателя Верховного суда (по делу «Банк Ха-Мизрахи против Мигдаль»), послужило манифестом беспрецедентного конституционного толкования, развитого в дальнейшем в судебной практике преемника Шамгара, Аарона Барака, под общим определением «конституционная революция». В этом постановлении было впервые признано нормативное верховенство «Основных законов» над обычными законами кнессета, наделяющее Верховный суд полномочием лишения законов кнессета, не соответствующих предписанным в «Основных законах» требованиям конституционного баланса, юридической силы. При этом сам Шамгар, которого иногда называли «отцом конституционной революции», считал определение данного процесса «революцией» ошибочным и резко отрицал подобное описание своего вклада в процесс.
В одном из своих постановлений Шамгар обозначил следующим образом свою позицию относительно возможных трений судебной власти с иными ветвями власти ввиду полномочий суда по осуществлению контроля за соблюдением законности в их действиях:

Суд выносит решение в соответствии с добросовестным толкованием закона и по своему наилучшему разумению, какими бы ни были намерения властных или партийных органов. Суд не оглядывается на другие органы власти, чтобы угодить им, но стремится, в меру своих возможностей и понимания, вынести решение в соответствии с законом, оставаясь верным нашим основополагающим конституционным принципам. Знание о том, что кто-то замышляет отменить решение суда, вынесенное в рамках полномочий суда, после его оглашения, вовсе не освобождает суд от его долга, не ослабляет его решимости и не влияет на его независимое суждение, основанное на его совести и понимании. Верность закону и совести — это незыблемое достояние любой судебной власти в демократическом государстве, и особенно той, что действует в Израиле. Желающие предпринять попытку ограничить ключевую роль суда в демократическом обществе будут приходить и уходить, но независимый и самостоятельный суд в Государстве Израиль будет стоять вечно.
Оригинальный текст (иврит)בית המשפט פוסק על-פי פרשנות נאמנה של החוק ולפי מיטב מצפונו, יהיו הכוונות השלטוניות או המפלגתיות הלבר-שיפוטיות אשר יהיו. בית המשפט אינו פוזל לעבר רשויות אחרות כדי להשביע רצונן, אלא מנסה, כמיטב יכולתו והבנתו, לפסוק פסקו על-פי הדין, תוך נאמנות לתפיסות היסוד החוקתיות שלנו. הידיעה כי זוממים לבטל דברו המוסמך של בית המשפט אחרי השמעתו, אין בה כהוא זה, כדי לשחרר את בית המשפט מחובותיו, כדי לרפות ידיו או כדי לפגוע בשיקולו העצמאי, לפי מיטב מצפונו והבנתו. הנאמנות לחוק ולמצפון היא נכס צאן ברזל של כל רשות שיפוטית במדינה דמוקרטית, ובוודאי של זו הפועלת בישראל. גורמים אשר ינסו לצמצם את תפקידו החיוני של בית המשפט בחברה דמוקרטית יקומו ויחלפו, אולם בית המשפט העצמאי והבלתי תלוי במדינת ישראל לעולם עומד.
В последние годы жизни Шамгара правовой подход судейского активизма с акцентом на защиту либерально-демократических ценностей вместо формального следования букве закона, сформированный в значительной мере под влиянием Шамгара, начал подвергаться учащающимся нападкам со стороны представителей право-национального политического лагеря Израиля, всё более ужесточающих свою риторику против Верховного суда и его судей.
При этом по мнению профессора Рона Харриса из Тель-Авивского университета критики «активистского» подхода Верховного суда из среды деятелей консервативного политического лагеря Израиля прибегают к исторической манипуляции, выдавая именно Аарона Барака, назначенного судьёй Верховного суда в 1978 году, за основного проводника «конституционной революции», так как подобное описание служит их попыткам выдать Верховный суд за оплот либералов, якобы не смирившихся с победой консервативного лагеря под руководством Менахема Бегина на выборах 1977 года и затеявших в целях сохранения своей гегемонии склонить баланс политической силы в пользу Верховного суда, наделив его обширными полномочиями по вмешательству в деятельность законодательной и исполнительной власти. Профессор Харрис утверждает, что именно Шамгар стоял у истоков «активистского» подхода, но образ Шамгара — выходца из «правой» подпольной организации «Эцель» и отца правового режима израильского контроля над территориями, занятыми Израилем в результате Шестидневной войны — никак не вписывается в ошибочный нарратив, созданный критиками Верховного суда, и поэтому вклад Шамгара в процесс «конституционной революции» намеренно замалчивается этими критиками.

### Развитие дополнительных областей права
В сфере гражданского (в первую очередь контрактного) права в постановлениях Шамгара развилась дополнительная тенденция, приведшая к значительному расширению границ судебного усмотрения и созданию качественно новых сфер судебного правотворчества: широкое толкование не конкретизированных законодателем понятий, как то «добросовестность» (ивр. תום הלב‎) или «публичный порядок» (ивр. תקנת הציבור‎), признаваемых судом «оценочными понятиями» (в израильской терминологии — «терминами-клапанами» (ивр. מושגי שסתום‎)) и позволяющих судье наполнить данные понятия смыслом с целью рассмотрения отношений сторон с объективной точки зрения и справедливого разрешения правового конфликта.
В области гражданского права известны также, например, неприятие Шамгаром экономического анализа деликтного права, развитие принципов компенсации за психологическую травму и широкое развитие семейного права, в том числе в вопросах принципов раздела имущества при разводе, прав детей и т. д.
Был значительным и вклад Шамгара в развитие уголовного права. В этой области Шамгар известен, помимо прочего, и оправдательным приговором при рассмотрении апелляции Ивана Демьянюка (приговорённого окружным судом к смертной казни), вследствие сомнения в достаточности опознания Демьянюка как известного своей жестокостью охранника нацистских концентрационных лагерей «Ивана Грозного».
Также значительное влияние на судебную практику в сфере половых преступлений понесло постановление по делу об изнасиловании в кибуце Шомрат, в котором судейский состав под руководством Шамгара признал виновными подростков, обвинённых в совершении группового изнасилования, отказавшись принять доводы защиты о том, что отсутствие активного сопротивления со стороны потерпевшей привело к отсутствию у подсудимых умысла в виде осознания совершения своих действий против воли потерпевшей.
В своих постановлениях Шамгар возвращался и к вопросам, занимавшем его в ходе его военной карьеры, например, определив основополагающие принципы правил применения оружия.

## После выхода в отставку
После выхода в отставку Шамгар исполнял ряд общественных должностей, как то член совета Открытого университета Израиля, председатель общественного совета Центра памяти Ицхака Рабина, почётный председатель общественного комитета борьбы за эфиопское еврейство, член международного совета правления «Центра Переса за мир», глава общественного комитета благотворительной организации «Округлить в лучшую сторону», глава совета друзей Эйлатского фестиваля джаза.

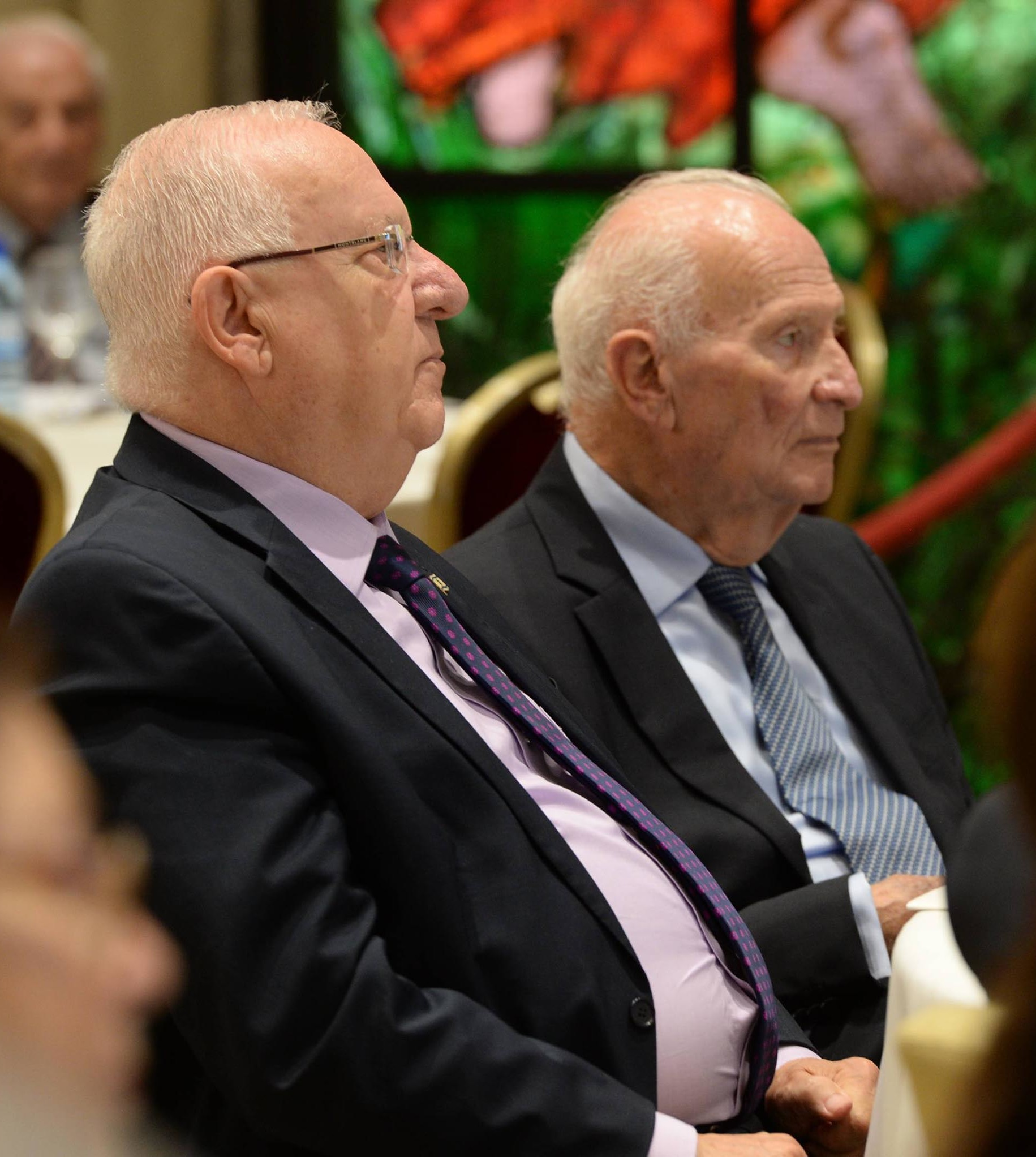
Шамгар (справа) и Президент Израиля Реувен Ривлин, 2016

Шамгар возглавлял также общественную комиссию по определению критериев деятельности организации «Мифаль Ха-Паис», исключительного концессионера по проведению лотерей в Израиле, и комиссию по представлению рекомендаций о награждении Президентской медалью.
В 2000 году Шамгар возглавил общественный совет по проведению «Года Жаботинского» в честь 120-летия со дня рождения и 60-летия со дня кончины Зеэва Жаботинского.
В 2000 году Шамгар получил предложение представить свою кандидатуру на пост Президента Израиля, но отказался от предложения после того, как стало ясно, что не представляется возможным исполнить условие Шамгара выдвинуть свою кандидатуру в качестве единственного кандидата на должность на основании консенсуса разных политических лагерей.
Сообщалось, что после окончания Второй ливанской войны в 2006 году к Шамгару обратился премьер-министр Эхуд Ольмерт с предложением возглавить комиссию по проверке ответственности за провалы кампании, однако после отказа Шамгара на эту должность был назначен судья Элияху Виноград.
Шамгар также входил в международный исполнительный комитет Израильского института демократии, независимого учреждения, занимающегося исследованием вопросов государственного управления, и возглавлял усилия института в попытке создать консенсуальный законопроект израильской конституции. Рекомендации, разработанные под руководством Шамгара и включившие предложение внести значительные изменения в структуру ветвей власти Израиля (помимо прочего, предлагалось сохранить в Израиле режим парламентской демократии, но расширить состав кнессета с 120 до 180 депутатов, постепенно ввести 4-процентный электоральный барьер в целях сокращения количества фракций кнессета и ограничить состав правительства Израиля 18 министрами и 6 заместителями министров) были представлены спикеру кнессета в 2011 году.
В период конфликта между министром юстиции Даниэлем Фридманом и Председательницей Верховного суда Дорит Бейниш вокруг инициатив Фридмана по ограничению полномочий судебной власти и иных правовых органов Израиля Шамгар выступал с попытками примерения сторон, при этом занимая подчас и сторону правового истеблишмента в противостоянии некоторым реформам вроде инициативы по разделению позиции Юридического советника правительства с целью лишить его полномочий одновременно возглавлять государственное уголовное обвинение и выступать главным юрисконсультом исполнительной ветви власти Израиля.
Занимался также ведением частного арбитража.
В 2015 году Шамгар опубликовал автобиографию «Закончено, но не завершено» (ивр. תם ולא נשלם‎).

## Личная жизнь
В 1955 году Шамгар женился на Геуле (урождённой Наве) (18 августа 1931 — 22 января 1983), с которой познакомился во время военной службы. У пары родилось трое детей: дочь Анат (род. 14 августа 1958) и сыновья Рам (род. 3 февраля 1960) и Дан (род. 6 сентября 1964), оба в дальнейшем адвокаты. Дочь Шамгара, Анат Шамгар (в прошлом также: Анат Шамгар-Штерн), преподаватель хореографии, основала в 2010 году отделение хореографии в Иерусалимской академии музыки и танца и возглавляла его до 2023 года.
В 1977 году у жены Шамгара Геулы была обнаружена злокачественная опухоль, и она скончалась в 1983 году. В 2010 году Шамгар женился на Михаль Рубинштейн (род. 6 декабря 1943), в прошлом судье Тель-Авивского окружного суда.
Шамгар коллекционировал древние масляные лампы и китайские статуэтки.
Шамгар скончался 18 октября 2019 года в Иерусалиме в возрасте 94 лет. Погребён 22 октября 2019 года на кладбище «Хар ха-Менухот» в Иерусалиме после прощальной церемонии в Верховном суде.

## Награды и признание

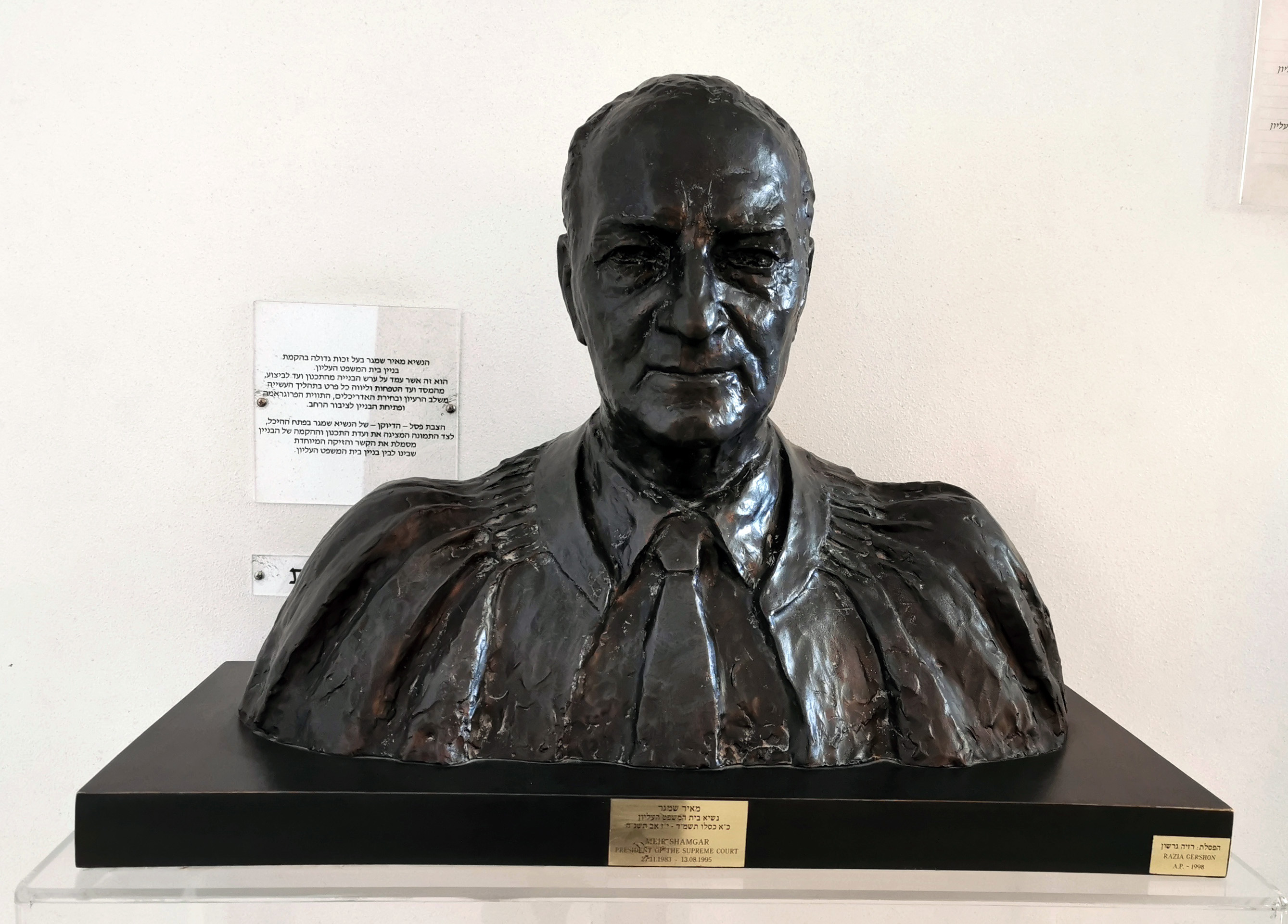
Бюст Шамгара, Верховный суд Израиля (скульптор: Разя Гершон, 1998)

В 1987 году Шамгару было присвоено звание почётного доктора Института Вейцмана, а в 1990 году — звание почётного доктора Еврейского университета в Иерусалиме.
В 1993 году Шамгару было присвоено звание почётного члена Открытого университета Израиля.
В 1996 году Шамгар получил Государственную премию Израиля за особые заслуги перед государством и обществом.
В 1997 году Шамгару была присвоена премия имени Бен-Гуриона некоммерческой организации «Яд Бен-Гурион».
Также Шамгар был дважды удостоен премии имени Цельтнера за исследование права, присуждаемой Фондом исследований имени Цельтнера при ассоциации «Ротари» и факультетом юриспруденции Тель-Авивского университета: в 1995 году и в 2008 году (во второй раз в категории «Жизненные достижения»).
В 1998 году Шамгар был удостоен звания «Рыцарь качественной власти» (ивр. אביר איכות השלטון‎), присваиваемого израильской некоммерческой организацией «Движение за качественную власть в Израиле». В этом же году Шамгару было присвоено звание почётного доктора Университета имени Бар-Илана.
В 2001 году Шамгару была присвоена премия Коллегии адвокатов Израиля за его вклад в развитие израильского права.
В 2003 году в честь Шамгара был выпущен пятитомник «Фестшрифт Шамгара» (дословно: «Книга Шамгара», ивр. ספר שמגר‎), включивший том, посвящённый статьям написанным о Шамгаре и интервью с ним, том с академическими статьями самого Шамгара и три дополнительных тома с академическими статьями других авторов в различных областях права.
В 2005 году Шамгар получил «Медаль демократии», вручаемую Израильским институтом демократии.

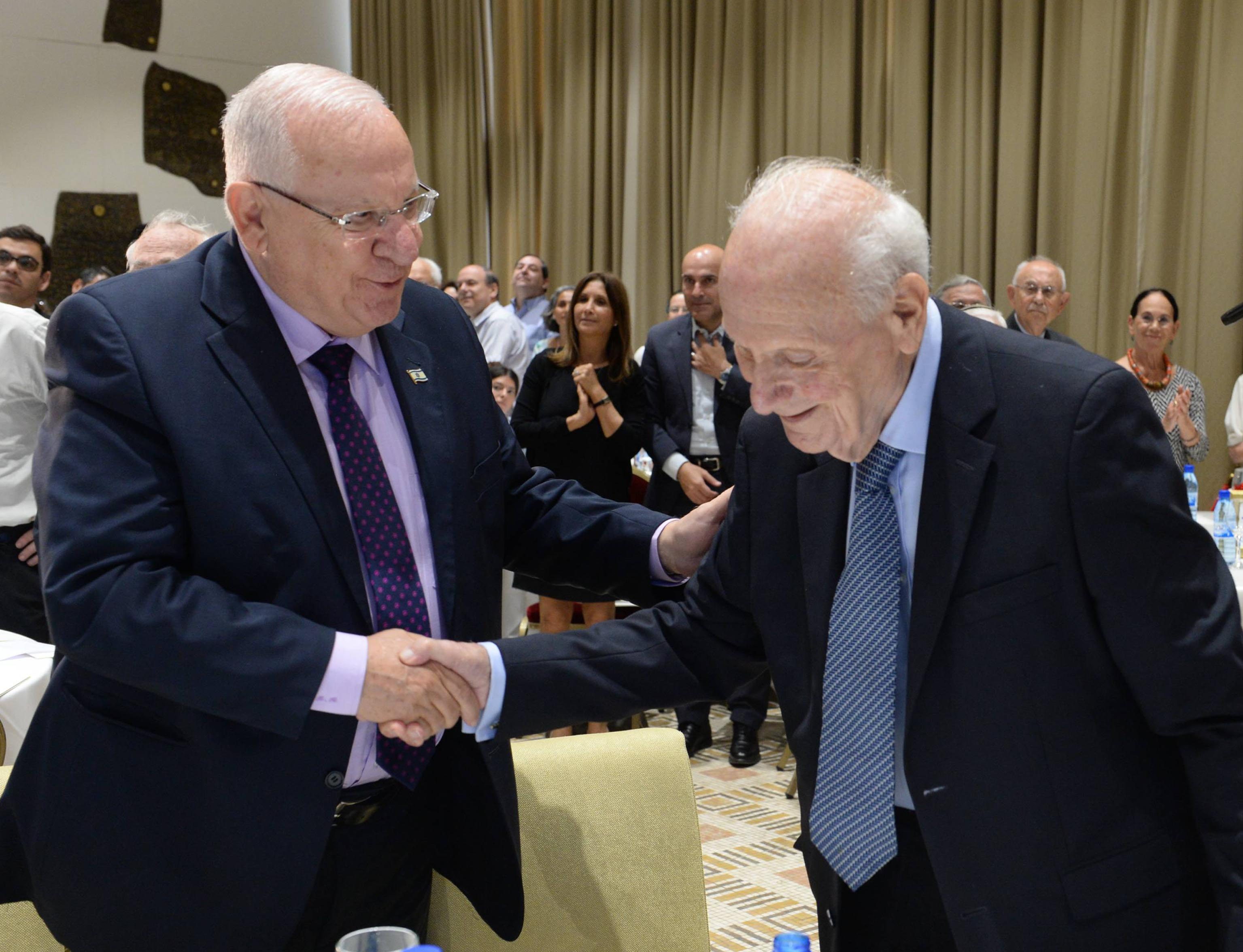
Шамгар (справа) с Президентом Израиля Реувеном Ривлиным на семинаре в честь Шамгара в резиденции Президента, 2016

В 2007 году про Шамгара снят документальный фильм «Господин Шамгар» (ивр. מר שמגר‎) режиссёра Амира Геры (ивр. אמיר גרא‎). В этом же году Шамгару был присвоен знак почёта Центра наследия Менахема Бегина.
В 2014 году Шамгару была присвоена почётная степень Академического колледжа Нетании, a в 2015 году — почётная степень Арабского академического педагогического колледжа в Хайфе.
В 2019 году именем Шамгара была названа программа организации «Мифаль Ха-Паис» по продвижению лидерства и социального предпринимательства.
В 2021 году именем Шамгара был назван променад в городе Петах-Тиква.
В 2022 году муниципалитет Нетивота решил назвать именем Шамгара улицу в запланированном квартале Рамот-Меир-Даром.
Именем Шамгара была названа также начальная школа, открывшаяся в 2022 году в районе Кирьят-Пинхас-Элон в Холоне.
В январе 2023 года именем Шамгара были названы бульвар и площадь в Эйлате, а также Центр дигитального права и инноваций факультета юриспруденции Тель-Авивского университета.
В мае 2023 года именем Шамгара была названа улица, ведущая к зданию Верховного суда в Иерусалиме. В июне 2023 года площадь в Герцлии рядом с Университетом имени Райхмана была названа площадью Судей («Кикар ха-Шофтим») в честь Шамгара и Рут Бейдер Гинзбург.

## Образ Шамгара в кино
- «Мюнхен» / Munich (Франция, Канада, США; 2005), режиссёр Стивен Спилберг, в роли Юридического советника правительства Меира Шамгара — Михаэль (Мики) Варшавяк[286].

## Публикации

### Книги, статьи и речи
- Штеренберг (Шамгар) М. Военное право = דיני צבא (иврит). — Иерусалим: Объединение студентов Еврейского университета, 1963.
- Shamgar M. Права обвиняемого в предшествующий судебному процессу период и право на защиту (англ.) = The Rights of the Accused in Pre-Trial Procedures and the Right to Defence // Revue de Droit Pénal Militaire et de Droit de la Guerre. — 1964. — Vol. III. — P. 243.
- Шамгар М. 3-й съезд Международной ассоциации международного гуманитарного права (иврит) = הקונגרס השלישי של האגודה הבינלאומית לדיני מלחמה // Ха-Праклит. — 1965. — Vol. 21. — P. 129—132.
- Шамгар М. Право на территориях, контролируемых Армией обороны Израиля (иврит) = המשפט בשטחים המוחזקים ע"י צה"ל // Ха-Праклит. — 1967. — Vol. 23. — P. 540—544.[287][288]
- Shamgar M. Право на территориях, контролируемых Армией обороны Израиля // Государственное управление в Израиле и за рубежом — ежегодный сборник статей = The Law in the Areas Held by the Israeli Defence Forces // Public Administration in Israel and Abroad — An Annual Collection of Articles (англ.). — Jerusalem, 1968. — Vol. 8. — P. 42.
- Shamgar M. Экстрадиция за армейские преступления (англ.) = Extradition for Military Offences // Recueils de la Société Internationale de Droit Pénal Militaire et de Droit de la Guerre. — 1969. — P. 201.
- Шамгар М. Профессор Шохам, «Каинова Печать» (иврит) = פרופסור שהם — אות קין // Ха-Праклит. — 1970. — Vol. 26. — P. 587.
- Шамгар М. Взаимодействие между законодательством и администрацией (иврит) = יחסי גומלין בין חקיקה ומינהל // Элем. — 1971.
- Shamgar M. Соблюдение международного права на контролируемых территориях // Израильский ежегодник по правам человека = The Observance of International Law in the Administered Territories // Israel Yearbook on Human Rights (англ.). — Tel Aviv, 1971. — Vol. 1. — P. 262.
- Шамгар М. Отчёт Юридического советника правительства по поводу публикаций на тему организованной преступности (иврит) = דו"ח היועץ המשפטי לממשלה בקשר לכתבות על הפשע המאורגן. — Министерство юстиции Израиля, 1971.
- Шамгар М. Универсальность морали в бухгалтерском деле (иврит) = אוניברסאליות המוסר במקצוע החשבונאות // Иерусалимская конференция бухгалтерского дела — 7-е заседание. — 1972. — P. 306.
- Шамгар М. Культ героя // Сборник памяти Моше Хавива = פולחן הגיבור // אסופה לזכר משה חביב ז"ל (иврит). — Тель-Авивский университет, 1972. — С. 20.
- Shamgar M. О письменной конституции (англ.) = On the Written Constitution // Israeli Law Review. — 1974. — Vol. 9, no. 4. — P. 467—476. — doi:10.1017/S0021223700004921.
- Shamgar M. Правовые понятия и проблемы израильской военной администрации // Военная администрация на контролируемых Израилем территориях, 1967—1980: Правовые аспекты = Legal concepts and problems of the Israeli military government // Military Government in the Territories Administered by Israel, 1967—1980: The Legal Aspects (англ.) / под ред. М. Шамгара. — Jerusalem: The Harry Sacher Institute for Legislative Research and Comparative Law, Hebrew University of Jerusalem, 1982. — P. 13.
- Shamgar M. Верховный суд Израиля: современные тенденции и концепции (англ.) = Supreme Court of Israel: Present Trends and Concepts // Israeli Law Review. — 1985. — Vol. 20, no. 2—3. — P. 175—181. — doi:10.1017/S0021223700017611.
- Шамгар М. Речь в память о Председателе Верховного суда, Ицхаке Кахане (иврит) = דברים לזכר נשיא בית המשפט העליון, השופט יצחק כהן ז"ל // Мишпатим. — 1985—1986. — Vol. 15. — P. 347—349. Архивировано 24 января 2023 года.
- Шамгар М. Об этике юриста (иврит) = על האתיקה של המשפטן // Июней Мишпат. — 1986. — Vol. 11, num. 2. — P. 171—180.
- Шамгар М. Законодательство, судебная практика и гражданские права (иврит) = חקיקה, שפיטה וזכויות אזרח // Ха-Праклит. — 1987. — Vol. 37. — P. 5—12.
- Шамгар М. Об отводе судьи — по следам постановления по делу Ядид // 80-летие Шимона Аграната = על פסלות שופט — בעקבות ידיד תרתי משמע // גבורות לשמעון אגרנט (иврит). — Иерусалим, 1987. — С. 118. — 438 с.
- Шамгар М. Речь в честь 80-летия Председателя Верховного суда, судьи Шимона Аграната (иврит) = דברים לכבוד נשיא בית-המשפט העליון, השופט שמעון אגרנט לרגל הגיעו לגבורות // Мишпатим. — 1987—1988. — Vol. 17. — P. 207—211. Архивировано 24 января 2023 года.
- Шамгар М. О прецеденте и об устойчивости права (иврит) = על התקדים ועל ודאות הדין // Мишпатим. — 1987—1988. — Vol. 17. — P. 433—438. Архивировано 13 марта 2022 года.
- Шамгар М. Заместителю Председателя, судье Мирьям Бен-Порат, в честь её выхода в отставку с судебной должности (иврит) = המשנה לנשיא, שופטת מרים בן-פורת, עם פרישתה מכס-השפיטה // Мишпатим. — 1988—1989. — Vol. 18. — P. 175—176. Архивировано 24 января 2023 года.
- Шамгар М. Избранные вопросы по теме оплодотворения и родов (иврит) = סוגיות בנושאי הפריה ולידה // Ха-Праклит. — 1990—1991. — Vol. 39. — P. 21—43.
- Шамгар М. Право на службе демократии (иврит) = המשפט בשירות הדמוקרטיה // Мишпатим. — 1990—1991. — Vol. 20. — P. 227—231. Архивировано 24 декабря 2022 года.
- Shamgar M. Судебный надзор Высшего суда справедливости относительно решений кнессета (англ.) = Judicial Review of Knesset Decisions by the High Court of Justice // Anglo-Israeli Judicial Exchange, Jerusalem. — 1991.
- Shamgar M. Допустимость письменного заявления свидетеля, предшествовавшего судебному разбирательству (пункт 10а Указа о доказательствах) (англ.) = Admissibility of Pre-trial Written Statement of Witness (Section 10a of the Israeli Evidence Ordinance) // Anglo-Israeli Judicial Exchange, Jerusalem. — 1991.
- Shamgar M. «Многообразие и демократия», речь по поводу международного торжественного открытия «Бейт-Габриэля» (англ.) = Diversity and Democracy, аddress on the occasion of the international inauguration of Bet Gabriel. — 1993.
- Shamgar M. Судебный надзор за решениями кнессета (англ.) = Judicial Review of Knesset Decisions // Israeli Law Review. — 1994. — Vol. 28, no. 1. — P. 43—56. — doi:10.1017/S0021223700017040.
- Шамгар М. Человеческое достоинство и насилие (иврит) = כבוד האדם ואלימות // Мишпат у-мимшаль. — 1995. — Vol. 3. — P. 33—45. Архивировано 8 июля 2023 года.
- Шамгар М. Речь в честь выхода в отставку заместителя Председателя, судьи Менахема Элона (иврит) = דברים לרגל פרישתו של כב' המשנה לנשיא השופט מנחם אלון // Мишпатим. — 1995. — Vol. 25. — P. 7—11. Архивировано 24 января 2023 года.
- Шамгар М. Независимость судебной системы как основа демократического порядка (иврит) = עצמאות מערכת השיפוט כיסוד הסדר הדמוקרטי // Ха-Праклит. — 1995—1996. — Vol. 42, num. 2. — P. 245—257.
- Шамгар М. О полномочиях кнессета в конституционной сфере (иврит) = על סמכויות הכנסת בתחום החוקתי // Мишпатим. — 1995—1996. — Vol. 26. — P. 3—14. Архивировано 24 января 2023 года.
- Шамгар М. Правовые тенденции (иврит) = מגמות במשפט // Июней Мишпат. — 1996. — Vol. 20, num. 1. — P. 5—23.
- Шамгар М. Нация и индивидуум в мировоззрении Жаботинского — взгляд из 1996 года (иврит) = הלאום והיחיד בהשקפותיו של ז'בוטינסקי — מבט משנת 1996 // Ха-Ума. — 1996. — Vol. 127, num. 1. — P. 261.
- Шамгар М. Внешний круг и внутренний круг (иврит) = המעגל החיצוני והמעגל הפנימי // Га-Арец. — 17.7.1996.
- Шамгар М. О человеческом достоинстве и о насилии в израильском обществе (иврит) = על כבוד האדם ועל האלימות בחברה הישראלית // Институт международных отношений имени Леонарда Дейвиса, Еврейский университет в Иерусалиме. — 1996.
- Шамгар М. «О духе законов» Монтескьё (иврит) = על רוח החוקים — למונטסקיה // Га-Арец. — 16.12.98.
- Шамгар М. О государственном деятеле (иврит) = על המדינאי // Июним бе-Ткумат Исраэль. — Университет имени Бен-Гуриона, 1998. — Vol. 8. — P. 1—7. Архивировано из оригинала 27 февраля 2021 года.
- Шамгар М. О либеральной демократии (иврит) = על הדמוקרטיה הליברלית // Июней Мишпат. — 1999. — Vol. 22, num. 2. — P. 553—562.
- Шамгар М. и др. Юбилей военного права (иврит) = יובל למשפט הצבאי // Мишпат ве-цава. — 2000. — Vol. 14. — P. 11—22, 53—75. Архивировано 14 апреля 2022 года.
- Шамгар М. Рыночная экономика и права человека — баланс и дополнение // Фестшрифт Тамира = כלכלת השוק וזכויות האדם — איזון והשלמה // ספר תמיר (иврит). — Тель-Авив: Бурси, 2000. — С. 239. — 295 с.
- Шамгар М. Знание — сила (иврит) = ידע הוא כוח // Га-Арец. — 21.6.2000.
- Шамгар М. Свобода слова при испытании политической борьбой // Фестшрифт Шамгара: Труды = חופש הביטוי במבחנו של המאבק הפוליטי // ספר שמגר: כתבים (иврит) / под ред. А. Барака. — Тель-Авив: Коллегия адвокатов Израиля, 2003. — С. 209.
- Шамгар М. Правовая политика на пороге следующего тысячелетия (иврит) = המדיניות המשפטית על סף המילניום הבא // Миштара ва-Хевра. — 2000. — Vol. 4. — P. 7—33. Архивировано 21 декабря 2022 года.
- Шамгар М. Конституция сейчас или в конце дней // Фестшрифт Берензона = חוקה עכשיו או באחרית הימים // ספר ברנזון (иврит) / под ред. А. Барака. — Иерусалим: Нево, 2007. — Т. 3. — С. 83—100.
- Шамгар М. Распознание тенденций общественных процессов, влияющих на насилие, с целью развития инструментов борьбы с ним // Фестшрифт Ури Китая = זיהוי מגמות ותהליכים חברתיים המשפיעים על האלימות לשם פיתוח הכלים להתמודדות עמה // ספר אורי קיטאי (иврит) / под ред. Б. Санджеро. — Сригим-Ли-Он: Нево, 2008. — С. 359—373. — ISBN 965-442-49-X.
- Шамгар М. Этика членов правительства // Фестшрифт Дальи Дорнер = האתיקה של חברי ממשלה // ספר דליה דורנר (иврит) / под ред. Ш. Альмог, Д. Бейниш, Я. Ротема. — Сригим-Ли-Он: Нево, 2009. — С. 513—528. — 590 с. — ISBN 978-965-442-057-0.
- Шамгар М. Закончено, но не завершено (автобиография) = תם ולא נשלם (иврит). — Едиот Сфарим, 2015. — 303 с. — ISBN 978-965-564-153-0. (отрывок из книги о периоде заключения в Африке (ивр.). Ynet (11 декабря 2015). Дата обращения: 12 августа 2025. Архивировано 24 февраля 2016 года.).
- Шамгар М. О борьбе с террором и о Главном военном прокуроре // Фестшрифт Менахема Финкельштейна — Право, оборона и литература = על הלחימה בטרור ועל הפרקליט הצבאי הראשי // ספר פינקלשטיין — משפט, ביטחון וספר (иврит) / под ред. Ш. Афека, О. Гросскопфа, Ш. Лифшица, Э. Шпигельмана. — Цафририм: Нево, 2020. — С. 277—278. — 864 с. — ISBN 978-965-442-210-9.

### Избранные судебные постановления
- Гражданская апелляция 44/76 Ата Хевра ле-Текстиль Лтд против Шварца (иврит) = ע"א 44/76 אתא חברה לטכסטיל בע"מ נ' שוורץ // Постановления Верховного суда (ПАДИ). — 1976. — Vol. 30, num. 3. — P. 785. — постановление об ограничении деятельности завода, производящего шумовое загрязнение, несмотря на утверждения о том, что такое ограничение подвергнет завод и его работников тяжкому экономическому ущербу.
- Гражданская апелляция 723/74 Издательство газеты «Га-Арец» Лтд против Израильской электрической компании Лтд (иврит) = ע"א 68/56 הוצאת עתון הארץ בע"מ נ' חברת החשמל לישראל בע"מ // Постановления Верховного суда (ПАДИ). — 1977. — Vol. 31, num. 2. — P. 281. (перевод постановления на английский язык (англ.). Архивировано 18 октября 2021 года.) — в рассмотрении этого дела, связанного с иском о клевете, опубликованной в газете «Га-Арец», Шамгар, чьё мнение осталось на тот момент в меньшинстве, заложил базу современного расширительного толкования принципа свободы слова.
- Гражданская апелляция 614/76 «Истица» против «ответчика» (иврит) = ע"א 614/76 פלמונית נ' אלמוני // Постановления Верховного суда (ПАДИ). — 1977. — Vol. 31, num. 3. — P. 85. — постановление о толковании оценочного понятия «публичный порядок».
- Уголовная апелляция 476/79 Булус против Государства Израиль (иврит) = ע"פ 476/79 בולוס נ' מדינת ישראל // Постановления Верховного суда (ПАДИ). — 1980. — Vol. 35, num. 1. — P. 785. — рассмотрение вопросов уголовной ответственности соучастника преступления.
- БАГАЦ 306/81 Флатто-Шарон против Комиссии кнессета (иврит) = בג"ץ 306/81 פלאטו שרון נ' ועדת הכנסת // Постановления Верховного суда (ПАДИ). — 1981. — Vol. 35, num. 4. — P. 118. — постановление о компетенции Верховного суда рассматривать петиции, направленные против действий кнессета, в данном случае против процесса лишения депутата кнессета парламентской неприкосновенности.
- Апелляция по выборам 2/84 Нейман против Председателя Центральной избирательной комиссии кнессета 11-го созыва (иврит) = ע"ב 2/84 ניימן נ' יו"ר ועדת הבחירות המרכזית לכנסת האחת-עשרה // Постановления Верховного суда (ПАДИ). — 1985. — Vol. 39, num. 2. — P. 225. (перевод постановления на английский язык (англ.). Архивировано 18 октября 2021 года.) — отмена несанкционированного законодательством запрета Центризбиркома на участие в парламентских выборах партии, представляющей крайнюю националистическую идеологию (привело к поправке законодательства).
- БАГАЦ 852/86 Алони против Министра юстиции (иврит) = בג"ץ 852/86 אלוני נ' שר המשפטים // Постановления Верховного суда (ПАДИ). — 1987. — Vol. 41, num. 2. — P. 1. — принятие на рассмотрение петиции общественных деятелей по вопросу экстрадиции частного лица.
- Ходатайство 298/86 Цитрин против Дисциплинарного суда Тель-Авивского округа Коллегии адвокатов Израиля (иврит) = ב"ש 298/86 בן ציון ציטרין נ' בית הדין המשמעתי של לשכת עורכי הדין במחוז תל-אביב // Постановления Верховного суда (ПАДИ). — 1987. — Vol. 41, num. 2. — P. 337. — постановление о признании права журналиста на неразглашение источника информации на основании принципа свободы печати, вытекающего из принципа свободы слова, несмотря на отсутствии законодательно установленной нормы в данном отношении.
- БАГАЦ 910/86 Ресслер против Министра обороны (иврит) = בג"ץ 910/86 רסלר נ' שר הביטחון // Постановления Верховного суда (ПАДИ). — 1988. — Vol. 42, num. 2. — P. 441. (перевод постановления на английский язык (англ.). Архивировано 18 октября 2021 года.) — принятие на рассмотрение петиции общественного деятеля по вопросу политики предоставления освобождения от военной службы ученикам еврейских ультраортодоксальных высших заведений.
- БАГАЦ 785/87 Абдель-Афу против Главнокомандующего войсками Армии обороны Израиля на Западном берегу реки Иордан (иврит) = בג"ץ 785/87 עבד אל עפו נ' מפקד כוחות צה"ל בגדה המערבית // Постановления Верховного суда (ПАДИ). — 1988. — Vol. 42, num. 2. — P. 281. (перевод постановления на английский язык (англ.). Архивировано 18 октября 2021 года.) — принципиальное подтверждение законности депортации активистов террористических организаций в Ливан.
- Уголовная апелляция 486/88 Старший сержант Анконина против Главного военного обвинителя (иврит) = ע"פ 486/88 סמ"ר אנקונינה נ' הצבאי הראשי // Постановления Верховного суда (ПАДИ). — 1990. — Vol. 44, num. 2. — P. 353. — постановление, устанавливающее основополагающие принципы правил применения оружия.
- БАГАЦ 1601/90 Шалит против Переса (иврит) = בג"ץ 1601/90 שליט נ' פרס // Постановления Верховного суда (ПАДИ). — 1990. — Vol. 44, num. 3. — P. 353. (перевод постановления на английский язык (англ.). Архивировано 18 октября 2021 года.) — постановление об обязанности политических партий придавать огласке скрытые коалиционные соглашения.
- Ходатайство о разрешении на гражданскую апелляцию 444/87 Аль-Суха против наследства Дахана (иврит) = רע"א 444/87 אלסוחה נ' עיזבון דהאן // Постановления Верховного суда (ПАДИ). — 1990. — Vol. 44, num. 3. — P. 397. (перевод постановления на английский язык (англ.). Архивировано 18 октября 2021 года.) — постановление о вопросе компенсации члена семьи жертвы транспортной аварии за нанесённую психологическую травму.
- Гражданская апелляция 294/91 Хевра Кадиша ГАХША «Кехилат Йерушалаим» против Кастенбаума (иврит) = ע"א 294/91 חברת קדישא גחש"א קהילת ירושלים נ' קסטנבאום // Постановления Верховного суда (ПАДИ). — 1992. — Vol. 46, num. 2. — P. 464. — постановление, признающее возможность применения приниципов общественного права, определяющих требования к государственному органу, к частной организации (в данном случае, погребальному братству), исполняющей общественные функции.
- БАГАЦ 5973/92 Ассоциация защиты гражданских прав в Израиле против Министра обороны (иврит) = בג"ץ 5973/92 האגודה לזכויות האזרח בישראל נ' שר הביטחון // Постановления Верховного суда (ПАДИ). — 1993. — Vol. 47, num. 1. — P. 267. (перевод постановления на английский язык (англ.). Архивировано 18 октября 2021 года.) — постановление, требующее обусловить исполнение ордера о депортации соблюдением процедуры слушания депортируемого.
- Уголовная апелляция 347/88 Демьянюк против Государства Израиль (иврит) = ע"פ 347/88 דמיאניוק נ' מדינת ישראל // Постановления Верховного суда (ПАДИ). — 1993. — Vol. 47, num. 4. — P. 221. Архивировано 29 октября 2021 года. — оправдательный приговор при рассмотрении апелляции Ивана Демьянюка, приговорённого окружным судом к смертной казни.
- БАГАЦ 3094/93 Движение за качество власти в Израиле против Правительства Израиля (иврит) = בג"ץ 3094/93 התנועה למען איכות השלטון בישראל נ' ממשלת ישראל // Постановления Верховного суда (ПАДИ). — 1993. — Vol. 47, num. 5. — P. 404. (перевод постановления на английский язык (англ.). Архивировано 19 октября 2021 года.) — постановление о невозможности несения должности министра вследствие начала уголовного процесса против министра.
- Уголовная апелляция 5612/92 Государство Израиль против Беэри (иврит) = ע"פ 5612/92 מדינת ישראל נ' בארי // Постановления Верховного суда (ПАДИ). — 1993. — Vol. 48, num. 1. — P. 302. Архивировано из оригинала 25 октября 2021 года. — постановление по делу об изнасиловании в кибуце Шомрат.
- БАГАЦ 1000/92 Бавли против Высшего раввинского суда (иврит) = בג"ץ 1000/92 בבלי נ' בית הדין הרבני הגדול // Постановления Верховного суда (ПАДИ). — 1994. — Vol. 48, num. 2. — P. 221. — подчинение религиозных трибуналов принципам равенства супругов при разделе имущества (даже в случае противоречия основанных на таких принципах выводов положениям религиозного права).
- Гражданская апелляция 2266/93 «Истец» (малолетний) против «ответчика» (иврит) = ע"א 2266/93 פלוני, קטין נ' פלוני // Постановления Верховного суда (ПАДИ). — 1995. — Vol. 49, num. 1. — P. 221. — рассмотрение вопроса религиозного воспитания детей при конфликте между отцом-евреем и матерью-членом «Свидетелей Иеговы».
- БАГАЦ 5373/94 Вельнер против Председателя партии «Авода» (иврит) = בג"ץ 5364/94 ולנר נ' יושב-ראש מפלגת העבודה הישראלית // Постановления Верховного суда (ПАДИ). — 1995. — Vol. 49, num. 1. — P. 758. — постановление с критикой коалиционного соглашения о намерении внести законодательные поправки, поддерживающие сложившийся в Израиле статус-кво относительно взаимоотношения религии и государства, в случае принятия судебных решений, нарушающих данный статус-кво, однако с отказом суда признать подобное соглашение незаконным.
- Гражданская апелляция 1915/91 Яакоби против Яакоби (иврит) = ע"א 1915/91 יעקובי נ' יעקובי // Постановления Верховного суда (ПАДИ). — 1995. — Vol. 49, num. 3. — P. 529. — разрешение концептуальных вопросов раздела имущества супругов.
- Гражданская апелляция 6821/93 Банк Ха-Мизрахи Ха-Меухад Лтд против коооперативной деревни Мигдаль (иврит) = ע"א 6821/93 בנק המזרחי המאוחד בע"מ נ' מגדל כפר שיתופי // Постановления Верховного суда (ПАДИ). — 1995. — Vol. 49, num. 4. — P. 221. (перевод постановления на английский язык (англ.). Архивировано 18 октября 2021 года.) (краткое изложение постановления. // Мишпат у-мимшаль. — 1995. — Vol. 3. — P. 669—677 (ивр.). Дата обращения: 18 августа 2025. Архивировано 10 августа 2022 года.) — основополагающее постановление о статусе, применении и толковании Основных законов Израиля.
- Дополнительное уголовное рассмотрение 2316/95 Ганимат против Государства Израиль (иврит) = דנ"פ 2316/95 גנימאת נ' מדינת ישראל // Постановления Верховного суда (ПАДИ). — 1995. — Vol. 49, num. 4. — P. 589. Архивировано 7 июня 2024 года. — постановление, требующее руководствоваться принципами защиты конституционного права на достоинство и свободу при толковании оснований для избрания меры пресечения в виде заключения под стражу, и на этом основании исключающее возможность видеть в тяжести преступления, даже если оно превратилось в «бич государства», как самостоятельное основание для избрания такой меры.

### Биографические справки
- Шамгар Меир — статья из Электронной еврейской энциклопедии (Архивная копия от 21 января 2022 на Wayback Machine)
- השופט מאיר שמגר ז"ל [Покойный судья Меир Шамгар] (ивр.). Управление судебной системы Израиля. Дата обращения: 30 июля 2025. Архивировано 1 ноября 2020 года.
- מפקדי היחידה בעבר [Бывшие командиры подразделения] (ивр.). Военная прокуратура Израиля (4 апреля 2018). Дата обращения: 30 июля 2025. Архивировано 26 июня 2020 года.
- Meir Shamgar [Меир Шамгар] (англ.). Министерство иностранных дел Израиля. Дата обращения: 30 июля 2025. Архивировано из оригинала 3 июня 2016 года.
- Ketterer E. Meir Shamgar [Меир Шамгар] (фр.). Un écho d’Israël (10 мая 2006). Дата обращения: 30 июля 2025. Архивировано из оригинала 28 сентября 2011 года.
- מאיר שמגר [Меир Шамгар] (ивр.). News1 (30 июля 2001). Дата обращения: 30 июля 2025. Архивировано 30 ноября 2024 года.
- Тидхар Д. Полковник запаса Меир (Мирон) Шамгар (Штеренберг) // Энциклопедия первопроходцев и строителей Израиля = אלוף משנה (מיל.) מאיר (מירון) שמגר (שטרנברג) // אנציקלופדיה לחלוצי היישוב ובוניו (иврит). — Тель-Авив: Сифрият Ришоним, 1958. — Т. 18. — С. 5350. Архивировано 1 января 2022 года.
- Meir Shamgar [Меир Шамгар] (англ.). Израильский институт демократии. Дата обращения: 30 июля 2025. Архивировано 13 августа 2011 года.

### Интервью
- Гольдштейн Д. הבעיה היא, שהחוק קובע מפורשות, כי על בזיון בית-הדין לעבודה אין אפשרות להטיל מאסר, אפילו אם לא שולם קנס [Проблема состоит в том, что за неуважение к суду по трудовым вопросам невозможно приговорить к лишению свободы, даже если штраф не оплачен] (ивр.). nli.org.il. Маарив (30 мая 1975). Дата обращения: 30 июля 2025. Архивировано 28 января 2023 года. (с. 26: Архивная копия от 28 января 2023 на Wayback Machine)
- Хар-Захав Р. Председатель Верховного суда, судья Меир Шамгар, в интервью изданию «Ха-Мишпат» (иврит) = נשיא בית-המשפט העליון בדימוס מאיר שמגר // Ха-Мишпат. — 1992. — Vol. 1. — P. 1—13. Архивировано 24 декабря 2022 года.
- Видеопередача с участием Шамгара — Этингер А. חיים שכאלה — מאיר שמגר [Такая жизнь — Меир Шамгар] (ивр.). YouTube. Кан 11 (1999). Дата обращения: 11 августа 2025. Архивировано 10 июня 2020 года.
- Коллоквиум при участии Председателя Верховного суда (в отставке) Меира Шамгара (иврит) = רב שיח עם נשיא בית המשפט העליון (בדימוס) מאיר שמגר // Мишпат ве-цава. — 2002. — Vol. 16, num. 3. — P. 457—462. Архивировано из оригинала 9 октября 2013 года.
- Маутнер М. Серия интервью с Меиром Шамгаром // Фестшрифт Шамгара: История жизни = סדרת ראיונות עם מאיר שמגר // ספר שמגר: סיפור חיים (иврит) / под ред. А. Барака. — Тель-Авив: Коллегия адвокатов Израиля, 2003.
- Гиносар P. Интервью с Меиром Шамгаром, Председателем Верховного суда в отставке (иврит) = ראיון עם מאיר שמגר, נשיא בית המשפט העליון בדימוס // Июним бе-Ткумат Исраэль. — Университет имени Бен-Гуриона, 2007. — Vol. 7, num. 1. — P. 1—7. Архивировано 21 мая 2022 года.
- Дрор Р. Волна ещё не утихла (иврит) = הגל עוד בעיצומו // Орех-ха-Дин. — 2008. — Vol. 22. — P. 22—29. Архивировано 31 октября 2017 года.
- Лам А. Не всё подсудно (иврит) = לא הכל שפיט // Маарив (приложение «7 ямим»). — 2009. — 17 באפריל. — P. 27.
- Председатель Верховного суда (в отставке) Меир Шамгар (иврит) = נשיא בית-המשפט העליון בדימוס מאיר שמגר // Алей Мишпат. — 2009. — Vol. 7. — P. 7—15. Архивировано 1 октября 2013 года.
- Лисс Й. ?מאיר שמגר, אין בישראל מקום ליותר משתי מפלגות [Меир Шамгар, в Израиле нет места более, чем двум партиям?] (ивр.). Ха-Арец (29 марта 2011). Дата обращения: 8 августа 2025. Архивировано 22 января 2021 года.
- Маковер-Беликов С. מאיר מגבוה: נשיא העליון לשעבר אופטימי [Светит свысока: Бывший Председатель Верховного суда оптимистичен] (ивр.). Маарив-NRG (4 февраля 2012). Дата обращения: 30 июля 2025. Архивировано 7 февраля 2012 года.
- Алон Г. אל תזכיר לי את הבושות [Не напоминайте мне этот срам] (ивр.). Исраэль хайом (15 марта 2012). Дата обращения: 8 августа 2025. Архивировано 24 декабря 2022 года.
- Лиор Г. Лучше, чтоб мы были лучше в сфере наук, чем в футболе, а не наоборот (иврит) = עדיף שנהיה טובים יותר במדעים מאשר בכדורגל — ולא להיפך // OpenU. — 2013. — Vol. 9. — P. 4—9. Архивировано из оригинала 24 октября 2021 года.
- Агмон Я. בשיחה עם מאיר שמגר ז"ל [Беседуя с Меиром Шамгаром (повторный радиоэфир)] (ивр.). Галей Цахаль (октябрь 2014). Дата обращения: 30 июля 2025.
- Видеоинтервью — Маргалит Д. חותם אישי — מאיר שמגר [Личный след — Меир Шамгар] (ивр.). YouTube. Кан 11 (4 ноября 2015). Дата обращения: 11 августа 2025. Архивировано 14 июля 2020 года.
- Сегаль А. השופט שמגר: כל עינוי הוא פסול לפי החוק [Судья Шамгар: «Любые пытки неприемлемы с точки зрения закона»] (ивр.). Макор Ришон (2 января 2016). Дата обращения: 7 августа 2025. Архивировано 12 июля 2023 года.
- Карниэль Ю., Йоаз Ю. Нет суда, который всегда занимает активистскую позицию, такого не существует в действительности (иврит) = אין בית משפט שהוא אקטיביסטי תמיד, זה לא קיים במציאות // Орех-ха-Дин. — 2016. — Vol. 13. — P. 32.
- Лам А., Цимуки Т. כבודם [Их честь] (ивр.). Едиот ахронот (19 июля 2017). Дата обращения: 30 июля 2025. Архивировано из оригинала 25 июля 2017 года.
- Видеоинтервью — ч. 1 — Барнеа А. היו ימים עם מאיר שמגר — חלק א [«Были времена» с Меиром Шамгаром — часть 1] (ивр.). YouTube. Телеканал Кнессета (16 марта 2016). Дата обращения: 30 июля 2025. Архивировано 24 марта 2020 года. ч. 2 — Барнеа А. היו ימים עם מאיר שמגר — חלק ב [«Были времена» с Меиром Шамгаром — часть 2] (ивр.). YouTube. Телеканал Кнессета (23 марта 2016). Дата обращения: 30 июля 2025. Архивировано 22 декабря 2022 года.
- Шило Э., Тейтельбаум, Я., Либерман-Шалев Ш., Порат Н., Зильха Ш., Йехосаф А., Шварц Ш., Тамир Ю. Меир Шамгар // Без мантии: беседы с судьями Верховного суда = מאיר שמגר // ללא גלימה: שיחות עם שופטי בית המשפט העליון (иврит) / под ред. А. Сарагусти. — Ришон-ле-Цион: Мискаль, 2017. — С. 13—36. — 392 с. — ISBN 978-965-564-400-5.

### Анализ деятельности и вклада
- Инбаль Л. המשטר הנשיאותי של מאיר שמגר [Президентский режим Меира Шамгара] (ивр.). nli.org.il. Котерет рашит (16 января 1985). Дата обращения: 31 июля 2025. Архивировано 28 января 2023 года.
- Барак А. Председатель Меир Шамгар и общественное право (иврит) = הנשיא מאיר שמגר והמשפט הציבורי // Мишпат у-мимшаль. — 1995. — Vol. 3. — P. 11—32. Архивировано 18 августа 2021 года. (опубликовано также: Барак А. Председатель Меир Шамгар и общественное право // Фестшрифт Шамгара: История жизни = הנשיא מאיר שמגר והמשפט הציבורי // ספר שמגר: סיפור חיים (иврит) / под ред. А. Барака. — Тель-Авив: Коллегия адвокатов Израиля, 2003.
- Хешин М. Меир Шамгар — председатель судей — судья и человек (иврит) = מאיר שמגר — נשיא של שופטים — שופט ואדם // Мишпатим. — 1995—1996. — Vol. 26. — P. 203—209. Архивировано 24 января 2023 года.
- Mandel D. И правосудие для всех (англ.) = And Justice for all // The Australia/Israel Review. — 1998. Архивировано из оригинала 27 сентября 2007 года.
- Букшафен Э. Закончилось и свершилось — о доверии, как о сверхтеории контрактного права, и о принципе добросовестности, как о дополняющем доверие факторе, устойчивость и обеспечение уверенности в постановлениях Председателя Шамгара (иврит) = תם ומושלם — על אמון כתיאוריית-על של דיני החוזים ועל עקרון תום-הלב כמשלים אמון, יציבות וודאות בראי פסיקתו של הנשיא שמגר // Июней Мишпат. — 2000. — Vol. 23, num. 1. — P. 11—61.
- Рубинштейн Э. Юрист в свете эпохи: Меир Шамгар // Фестшрифт Шамгара: История жизни = איש משפט בראי התקופה: מאיר שמגר // ספר שמגר: סיפור חיים (иврит) / под ред. А. Барака. — Тель-Авив: Коллегия адвокатов Израиля, 2003.
- Горен У. Гражданская процедура в свете постановлений Председателя Шамгара // Фестшрифт Шамгара: Эссе = הפרוצדורה האזרחית בראי פסיקתו של הנשיא שמגר // ספר שמגר: מאמרים (иврит) / под ред. А. Барака. — Тель-Авив: Коллегия адвокатов Израиля, 2003. — Т. 3. — С. 631.
- Сегаль З. Свобода слова по Меиру Шамгару // Фестшрифт Шамгара: История жизни = איש חופש הביטוי באורו של מאיר שמגר // ספר שמגר: סיפור חיים (иврит) / под ред. А. Барака. — Тель-Авив: Коллегия адвокатов Израиля, 2003. — Т. 1. — С. 111.
- Ха-Коэн А. Царь Ирод израильского права (иврит) = הורדוס של המשפט הישראלי // Орех-ха-Дин. — 2015. — Vol. 28. — P. 60—66. Архивировано из оригинала 20 декабря 2019 года.
- Дорнер Д. געגועים לשמגר [Тоска по Шамгару] (ивр.). Ха-Арец (21 ноября 2015). Дата обращения: 11 августа 2025. Архивировано из оригинала 21 января 2024 года.
- Фукс А., Кремницер М. О демократии и верховенстве закона в соответствии с учением Меира Шамгара = על דמוקרטיה ושלטון החוק על פי משנתו של מאיר שמגר (иврит). — Израильский институт демократии, 2019. — 28 с. — ISBN 978-965-519-267-4. Архивировано 19 января 2022 года.
- Мораг Г. מזיכוי דמיאניוק עד ההרשעה באונס בשמרת: הפסיקות של שמגר [От оправдания Демьянюка до признания вины по делу изнасилования в Шомрате: судебные постановления Шамгара] (ивр.). Ynet (18 октября 2019). Дата обращения: 31 июля 2025. Архивировано 18 октября 2019 года.
- Фукс А. איש שלטון החוק והדמוקרטיה המהותית [Деятель в сфере верховенства закона и субстантивной демократии] (ивр.). Израильский институт демократии (20 октября 2019). Дата обращения: 7 августа 2025. Архивировано 7 июля 2022 года.
- Ицхаки И., Мизра Э. Меир Шамгар — архитектор военного права (иврит) = מאיר שמגר — ארכיטקטק המשפט הצבאי // Маарахот. — 2022. — Vol. Special issue. — P. 4—11. Архивировано из оригинала 29 октября 2022 года. (сноски к статье (ивр.). Архивировано 29 октября 2022 года.)
- Минц Ц. Меир Шамгар — основатель правовой концепции режима в Иудее и Самарии (иврит) = מאיר שמגר — מייסד התפיסה המשפטית באזור יהודה והשומרון // Маарахот. — 2022. — Vol. Special issue. — P. 12—17. Архивировано из оригинала 29 октября 2022 года. (сноски к статье (ивр.). Архивировано 29 октября 2022 года.)
- Ром С., Арбель М. Вклад Меира Шамгара и его наследия в формирование Закона о военном судопроизводстве и укрепление органов военного правосудия (иврит) // Маарахот. — 2022. — Vol. Special issue. — P. 18—23. Архивировано из оригинала 29 октября 2022 года. (сноски к статье (ивр.). Архивировано 29 октября 2022 года.)

### Некрологи
- Друкман Я., Мораг Г. נשיא העליון לשעבר מאיר שמגר הלך לעולמו בגיל 94 [Бывший председатель Верховного суда Меир Шамгар скончался в возрасте 94 лет] (ивр.). Ynet (18 октября 2019). Дата обращения: 31 июля 2025. Архивировано 18 октября 2019 года.
- Эзра Г. הלך לעולמו נשיא ביהמ"ש העליון לשעבר מאיר שמגר [Скончался бывший Председатель Верховного суда Меир Шамгар] (ивр.). Сругим (18 октября 2019). Дата обращения: 3 августа 2025. Архивировано 19 октября 2019 года.
- Орен А. האיש שבנה את העליון: הקצין הצעיר שהפך לחוקר של המדינה [Человек, построивший Верховный суд: молодой офицер, ставший «следователем государства»] (ивр.). Walla! (18 октября 2019). Дата обращения: 8 августа 2025. Архивировано 19 октября 2019 года.
- Барух Х. מאיר שמגר, נשיא בית המשפט העליון לשעבר, הלך לעולמו [Меир Шамгар, бывший Председатель Верховного суда, скончался] (ивр.). Аруц 7 (18 октября 2019). Дата обращения: 8 августа 2025. Архивировано 10 марта 2022 года.
- Райхман У. מותו של שמגר הוא סיומה של תקופה, תפיסתו נתונה תחת מתקפה חסרת תקדים [Кончина Шамгара обозначает конец эпохи, против его мировоззрения идёт беспрецедентная атака] (ивр.). Маарив (18 октября 2019). Дата обращения: 7 августа 2025. Архивировано 29 ноября 2020 года.
- Райхман У. מאיר שמגר היה גדול הבנאים של שלטון החוק במדינת ישראל [Меир Шамгар был величайшим строителем верховенства закона в Государстве Израиль] (ивр.). Глобс (18 октября 2019). Дата обращения: 11 августа 2025. Архивировано 19 октября 2019 года.
- Хен Р. נפטר נשיא בית המשפט העליון מאיר שמגר [Скончался председатель Верховного суда Меир Шамгар] (ивр.). Obiter (19 октября 2019). Дата обращения: 31 июля 2025. Архивировано из оригинала 23 октября 2021 года.
- Хают Э. דברים לזכר נשיא בית המשפט העליון, השופט מאיר שמגר ז"ל [Поминальные слова о Председателе Верховного суда, покойном судье Меире Шамгаре] (ивр.). Управление судебной системы Израиля (22 октября 2019). Дата обращения: 31 июля 2025. Архивировано 20 октября 2021 года.
- Арбель Э. דברי הפרידה מהנשיא שמגר ז"ל [Поминальные слова о Председателе Шамгаре] (ивр.). Открытый университет Израиля (22 октября 2019). Дата обращения: 9 августа 2025. Архивировано из оригинала 24 декабря 2022 года.